# Elecciones al Parlamento de Cataluña de 2015
Las elecciones al Parlamento de Cataluña correspondientes a la xi legislatura se celebraron el 27 de septiembre de 2015, anticipándose catorce meses a su fecha límite (25 de diciembre de 2016). Este anuncio fue realizado por el presidente de la Generalidad de Cataluña, Artur Mas, el 14 de enero de 2015 en una rueda de prensa tras una reunión con Oriol Junqueras, líder de ERC, Carme Forcadell de la ANC, Josep Maria Vila d'Abadal de la AMI y Muriel Casals de Òmnium Cultural. Estos comicios fueron convocados el 4 de agosto de 2015, cuando se publicó en el Diario Oficial de la Generalidad de Cataluña el decreto de convocatoria, firmado por Artur Mas el día anterior en un acto institucional.
La campaña electoral estuvo dominada por el tema de la independencia de Cataluña. Desde el independentismo se plantearon estas elecciones como un plebiscito sobre la independencia de Cataluña. De hecho, Artur Mas definió las elecciones como la «consulta definitiva», tras haberse declarado inconstitucional un referéndum reclamado. De las coaliciones presentadas, Junts pel Sí y Candidatura de Unidad Popular-Llamada Constituyente fueron las partidarias de la independencia. Los demás partidos vieron las elecciones como unas elecciones ordinarias anticipadas para elegir un nuevo parlamento autonómico.

## Calendario
| Calendario de las elecciones al Parlamento de Cataluña de 2015                                   | Calendario de las elecciones al Parlamento de Cataluña de 2015 |
| ------------------------------------------------------------------------------------------------ | -------------------------------------------------------------- |
| Anuncio informal de convocatoria de elecciones                                                   | 14 de enero                                                    |
| Firma, por el presidente de la Generalidad, del decreto de disolución del Parlamento de Cataluña | 3 de agosto                                                    |
| Publicación en el Diario Oficial de la Generalidad de Cataluña (DOGC)                            | 4 de agosto                                                    |
| Fecha límite de presentación de candidaturas                                                     | 24 de agosto                                                   |
| Proclamación de las candidaturas                                                                 | 1 de septiembre                                                |
| Campaña electoral                                                                                | 11 - 25 de septiembre                                          |
| Jornada de reflexión                                                                             | 26 de septiembre                                               |
| Jornada electoral                                                                                | 27 de septiembre                                               |

## Sistema electoral
Con el decreto de disolución de la X Legislatura del parlamento y la convocatoria de nuevos comicios quedaron fijados los escaños por circunscripción: a la circunscripción electoral de Barcelona le correspondieron 85 (63.0%) diputados a elegir, a la de Tarragona 18 (13.3%), a la de Gerona 17 (12.6%) y a la de Lérida 15 (11.1%).
Según la reforma de 2011 de la Ley Orgánica del Régimen Electoral General, los partidos extraparlamentarios deben conseguir previamente el aval del 0,1 % del censo electoral de cada circunscripción para poder presentar candidaturas.

## Candidaturas proclamadas
Lista de las 11 candidaturas proclamadas, publicadas el 1 de septiembre de 2015 en el DOGC. 
| Candidaturas proclamadas en las circunscripciones de Cataluña | Candidaturas proclamadas en las circunscripciones de Cataluña | Candidaturas proclamadas en las circunscripciones de Cataluña | Candidaturas proclamadas en las circunscripciones de Cataluña | Candidaturas proclamadas en las circunscripciones de Cataluña |
| Nombre oficial de la candidatura                              | Lista por circunscripción | Lista por circunscripción | Lista por circunscripción | Lista por circunscripción |
| Nombre oficial de la candidatura                              | Barcelona | Gerona | Lérida | Tarragona |
| ------------------------------------------------------------- | --- | --- | --- | --- |
| Junts pel Sí (JxSí)                                           | Lista1. Raül Romeva i Rueda 2. Carme Forcadell i Lluís 3. Muriel Casals i Couturier 4. Artur Mas i Gavarró 5. Oriol Junqueras i Vies 6. Eduardo Reyes i Pino 7. Oriol Amat i Salas 8. Neus Munté i Fernàndez 9. Marta Rovira i Vergés 10. Jordi Turull i Negre 11. Antoni Comín i Oliveres 12. Josep Rull i Andreu 13. Anna Simó i Castelló 14. Neus Lloveras i Massana 15. Chakir El Homrani Lesfar 16. Marta Pascal i Capdevila 17. Lluís Corominas i Diaz 18. Oriol Amorós i March 19. Irene Rigau i Oliver 20. Germà Gordó i Aubarell 21. Pere Aragonès i Garcia 22. Antoni Castellà i Clavé 23. Alba Vergés i Bosch 24. Anna Figueras i Ibáñez 25. David Bonvehí i Torras 26. Marc Sanglas i Alcantarilla 27. Montserrat Candini i Puig 28. Magdalena Casamitjana i Aguilà 29. Maria Senserrich i Guitart 30. Joan Ramon Casals i Mata 31. Gerard Gómez del Moral i Fuster 32. Jordi Cuminal i Roquet 33. Fabian Mohedano i Morales 34. Maria Assumpta Rosell i Medall 35. M. Assumpció Laïlla i Jou “Titon” 36. Adriana Delgado i Herreros 37. Àngels Ponsa i Roca 38. Jaume Profitós i Martí 39. Marc Viñolas i Prat 40. Patrícia Gomà i Pons 41. Marc Guerrero i Tarragó 42. Lluïsa Llop i Fernàndez 43. Montserrat Ribera i Puig 44. M. Mercè Jou i Torras 45. Miquel Estruch i Traité 46. M. Dolors Feliu i Torrent 47. Ana Maria Surra i Spadea 48. Joan Buscà i Ambrós 49. Oriol Giménez i Gómez 50. Josep Tomàs Àlvaro i Juncosa 51. Maria Mercè Rius i Serra 52. Carme Labòria i Rojas 53. Eliseu Esterlich i Galera 54. Francesc Poch i Ros 55. Elisabeth Abad i Giralt 56. Sílvia Requena i Martínez 57. Jordi Albert i Caballero 58. Josep Sicart i Enguix 59. Agnès Russiñol i Amat 60. Núria Balada i Cardona 61. Salvador Tresserra i Purtí 62. Joaquim Esquius i Freixas 63. Mont-Serrat Grané i Alsina 64. Laia Girós i Barrés 65. Cèsar Martínez i López 66. Anna Maria Carbonell i Aixàs 67. Iolanda M. Aguilar i Juncosa 68. David Puértolas i Roman 69. Àlvar Roda i Fàbregas 70. Josep Maria Vila D'Abadal i Serra 71. Carles Viver i Pi-Sunyer 72. Elisenda Paluzie i Hernández 73. Núria Picas i Albets 74. Miquel Calçada i Olivella 75. Pere Joan Cardona i Iglesias 76. Maria-Lluïsa Passola i Vidal “Isona” 77. Josep Maria Mainat i Castells 78. Immaculada Tubella i Casadevall 79. Salvador Cardús i Ros 80. Jaume Cabré i Fabré 81. Montserrat Carulla i Ventura 82. Núria de Gispert i Català 83. Ernest Benach i Pascual 84. Joan Rigol i Roig 85. Josep Guardiola i Sala Suplentes: Xavier Rubert de Ventós Sílvia Bel i Busquet Raimon Carrasco i Azemar Manel Pousa i Engroñat “Pare Manel” Carme-Laura Gil i Miró M. Immaculada Parellada i Garrell “Ada” Josep Cruanyes i Tor Èric Vergés i Pascual Clara Ponsatí i Obiols Jaume Sobrequés i Callicó | Lista1. Lluís Llach Grande 2. Anna Caula Paretas 3. Carles Puigdemont Casamajó 4. Roger Torrent Ramió 5. Natàlia Figueras Pagès 6. Dolors Bassa Coll 7. Lluís Guinó Subirós 8. Jordi Munell García 9. Sergi Sabrià Benito 10. Maria Dolors Rovirola Coromí 11. Jordi Orobitg i Solé 12. Sergi Miquel Valentí 13. Maria Jesús Ferrés Fluvià 14. Begonya Montalban i Vilas 15. Elena Ribera i Garijo 16. Marina Geli i Fàbrega 17. Santiago Vila i Vicente Suplentes: Ramon Moliner Serra Pol Girbal Jornet Rosa Moneny Guarro Salvi Güell Bohigas Dolores Guirado Iruela Eulàlia Turró Ventura Maria Carme Freixa Bosch Josep Maria Cervera Pinart Ignasi Thió Fernández de Henestrosa Laia Cañigueral Olivé                        | Lista1. Josep Maria Forné i Febrer 2. Carmina Castellví i Vallverdú 3. Albert Batalla i Siscart 4. Bernat Solé i Barril 5. Violant Cervera i Gòdia 6. Montserrat Fornells i Solé 7. Marc Solsona i Aixalà 8. Antoni Balasch i Parisi 9. David Rodríguez i González 10. Ramona Barrufet i Santacana 11. M. Rosa Amorós i Capdevila 12. Àlex Moga i Vidal 13. Marta Vilalta i Torres 14. Immaculada Gallardo i Barceló 15. Josep Maria Ballarín i Monset Suplentes: Benjamí Bosch i Torres Mª Àngels Taribó i Olalla M. Dolors Tella i Albareda Antonio Salazar i Giménez Marc Miró i Grioles Montserrat Rossell I Martí Gabriel Ramon i Molins Marc Solanes i Roca Esther Cumplido i Franquet Ramon Royes i Guàrdia | Lista1. Germà Bel Queralt 2. Montserrat Palau Vergés 3. Albert Batet Canadell 4. Ferran Civit Martí 5. Montserrat Vilella Cuadrada 6. Josep Lluís Salvadó Tenesa 7. Jordi-Miquel Sendra Vellvè 8. Meritxell Roigé Pedrola 9. Teresa Vallverdú Albornà 10. Carles Prats Cot 11. Ester Alberich Forns 12. Anna Isabel Marcos Vilar 13. Francesc X. Moliné Rovira 14. Sandra Suárez Plana 15. Antonio Suárez Franquet 16. Alícia Gamundi Vilà 17. Joan Reig Solé 18. Francesc Xavier Grau Vidal Suplentes: Anna Aragonès Roc Àlex de la Guia Fernández M. Del Carme Amenós Fabregat Ignasi Valera Cabré Carles Luz Muñoz Meritxell Cardona López Vicent Villena Serrano Oriol Vidal-Barraquer Castells Manuel Puerto Ducet Marta Espasa Queralt |
| Ciutadans-Partido de la Ciudadanía (Cs)                       | Lista1. Inés Arrimadas García 2. Carlos Carrizosa Torres 3. José María Espejo-Saavedra 4. Fernando Tomás de Páramo Gómez 5. Sonia Sierra Infante 6. Antonio Espinosa Cerrato 7. Francisco Javier Hervías Chirosa 8. Susana Beltrán García 9. David Mejía Ayra 10. Marina Bravo Sobrino 11. Joan García González 12. Jesús Galiano Gutiérrez 13. Noemí de la Calle Sifré 14. Sergio Sanz Jiménez 15. Carmen de Rivera Pla 16. Laura Vílchez Sánchez 17. Elisabeth Valencia Mimbrero 18. Martín Eusebio Barra López 19. María Francisca Valle Fuentes 20. Carlos Ballart Torres 21. Pau Guix Pérez 22. Manuel Losada Seivane 23. Dolores Agenjo Recuero 24. Lluís Herrera-Portugal Hurtado 25. Marta Ferrer Zorrilla 26. Cristian Saludes Monclús 27. Carmen Romero Novo 28. Raúl Alba Molina 29. Carolina Torres García 30. Ángel Guillén Deu 31. David Gerboles Pérez 32. Anna-Clara Martínez Fernández 33. Júlia Barea Sánchez 34. Jordi Obón Cabré 35. Julio Roldán Moreno 36. José María Cano Navarro 37. Francisco Avilés Salazar 38. Manuel Rodríguez de L'Hotellerie de Fallois 39. Júlia Juan Gimeno 40. Laura Tinadonis Hernández 41. David Aguinaga Abad 42. Esther Martínez Martí 43. Roberto Torrecilla Padilla 44. M. Dolores Marín Laraño 45. Jorge García Mulet 46. Alexandra Vilarrubí Sanllehí 47. José Rosales Fuentes 48. Mercedes Rodríguez Ordóñez 49. Javier Pérez Gómez 50. Martín Victoria Iglesias 51. Adoración Roldán Coello 52. Francisco Javier López Morano 53. Nieves Valero Collado 54. Carlos Sánchez Nicolau 55. Norman Muñoz Madrigal 56. Carmen Ortuño Aparcero 57. Andrés Aristayeta Blas 58. Stella Parodi Barriga 59. Tomás Francisco Rodríguez Pérez 60. David Javier Heredia Tapia 61. Ana Recio Cruz 62. Germán Prado Pérez 63. Isabel García Bejarano 64. Rubén Martínez Goy 65. Mercedes Arévalo Hernández 66. Àngels Mª Menchen Gallardo 67. Sergi Cerrato Recasens 68. Susana Pérez García 69. Luis Díaz Vargas 70. Nicolás Ortiz Cuevas 71. Fernando Díez Crespo 72. Carme Gómez Castell 73. David Expósito Peñalver 74. Maria Ester Rupérez Del Río 75. Ángel Federico Lao Peña 76. Raúl García Dil 77. Lorena Bocharán Naya 78. Luis Rojo Gallardo 79. Adriana Mayo Fuentes 80. Maria Raya de Cárdenas 81. Fausto Ramírez Ruíz 82. Juan Foncuberta Riba “Nito” 83. Mª Ángeles Valls Borrás 84. Paloma Jiménez Parga Maseda 85. Javier Nart Peñalver Suplentes: Raúl González Fuentes Magí Algueró Alejos Carlos Prusi Menéndez Raquel Quiles Puerto Silvia Prado Revilla | Lista1. Juan María Castel Sucarrat (Jean) 2. Alfonso Sánchez Fisac 3. Marc Tarrús de Vehí 4. Sheila Arias Malpica 5. María del Camino Fernández Riol 6. José María García Martín 7. Gabriel García Millán 8. Margarita Santo Camacho 9. Javier Escaned Sumalla 10. Olga Morente Iglesias 11. Jaime Pujola Peralta 12. Susana Rodríguez Pintos 13. Wenceslao Nalda Pons 14. Sara Nerea Mateos Linacero 15. Antonio Requena Yedra 16. Miriam Pujola Romero 17. Emilio Santiago Pacheco Suplentes: Juan Manuel Ruiz Pérez María Dolores Martínez Pérez Aleix Martín Rodríguez | Lista1. Jorge Soler González 2. Javier Rivas Escamilla 3. José Antonio Flores Robles 4. María Elena González Plaza 5. Laura Escrig Bolea 6. Pedro José Sánchez Tersa 7. Josefa Martínez Nievas 8. Josep Maria Viola Garriga 9. Montserrat Ortiz Cots 10. Ramon Vilaltella Domenjo 11. Alexandre Gásquez Belloque 12. Cristina Latorre López 13. Albert López Millán 14. Renato Bertomeu Redó 15. Ángeles Elisa Ribes Duarte Suplentes: María Cristina Regué Lorca Salvador Nicolás Mimbrera Callen Francisca Jaldo Morilla Miguel Adrián Di Paolo Medero | Lista1. Matías Alonso Ruiz 2. Francisco Javier Domínguez Serrano 3. Carlos Sánchez Martín 4. Lorena Roldán Suárez 5. Sandra González Rodríguez 6. Ana Belén Rodríguez Ros 7. Jorge David Pérez Sola 8. Ángel Guillén Pajuelo 9. Soraya Serrano Cruz 10. Jesús López Romero 11. Kelly Roche Rodríguez 12. Juan Alberto Blanco Figueras 13. Beatriz Pérez Velasco 14. Mª Belén Quilez Martínez 15. Mariano Salmerón Melero 16. Cristina Satué Vallvé 17. Miren Eskarne Zabalo Rojas 18. Francisco Ester Uruen Suplentes: Armando Franco Martí Victoria Fuentes Gaspar Angel Cubo Mayo |
| Partit dels Socialistes de Catalunya (PSC-PSOE)               | Lista1. Miquel Iceta Llorens 2. Eva Maria Granados Galiano 3. Ferran Pedret i Santos 4. Alícia Romero Llano 5. Jordi Terrades i Santacreu 6. Assumpta Escarp Gibert 7. David Pérez Ibáñez 8. Esther Niubó Cidoncha 9. Pol Gibert Horcas 10. Marta Moreta Rovira 11. Raúl Moreno Montaña 12. Eva María Martínez Morales 13. Francisco Romero Gamarra 14. Maria Dolors Conde Domínguez 15. Cristòfol Gimeno Iglesias 16. Radmila Bubalo Stojisavljevic 17. Antonio Navajas Adan 18. Noemí Trucharte Cervera 19. Joaquin Fernández Martos 20. Mireia Dionisio Calé 21. Christian Carneado Hernández 22. M. Dolors Rius Benito 23. Abdul Razzaq Sadiq Chohan 24. Mercedes Porras Viñuela 25. Mariano Porras Gómez 26. María Jesús Pérez Perales 27. Jonatan Martínez López 28. Dolors González Dana 29. Enric Fernàndez-Velilla Ceprià 30. María de los Reyes Solaz García 31. Víctor Francos Díaz 32. Clara Casares Ortínez 33. José Ignacio Aparicio Ciria 34. María del Carmen Pazos Hoyos 35. Marcos Pérez López 36. Judith Riera Román 37. Daniel Hurtado Díaz 38. Maria Inmaculada Bajo de la Fuente 39. Mariano Matamoros Gines 40. Elia Tortolero Orejuela 41. Javier Perellón Bravo 42. Cristina Ciudad Fernández 43. Luis Alberto Guitart Hidalgo 44. María Adoración García Vecino 45. Iván García Parades 46. Carme Carmona Pascual 47. José Antonio Monteagudo Urgel 48. Palmira Arcarons i Oferil 49. Jhonys Justo Aquino Plácido 50. María Teresa Comino Haro 51. Alberto Domínguez González 52. Carme Garrido Garrido 53. Iván Marzá Viola 54. Carla Millán Peñaranda 55. Francisco Llorente Galera 56. María Isabel Iglesias Martínez 57. Lluís Ginés Pascual 58. Sandra Liliana Tirado Ochoa (Ind) 59. Enric López Jurado 60. Laura Lozano Carrasco 61. Roger Guisado Castro 62. Lourdes Borrell Moreno 63. Juan Pedro Pérez Castro 64. María Mercedes Bermúdez López 65. Manuel Joaquin Ruiz Montero 66. Rosa Villalonga Robles 67. Mohamed Ahsissene Ben Sbih 68. Montserrat Jiménez Molina 69. Jesús Naharro Rodríguez 70. Montserrat Rueda Miralles 71. Albert Garrit Cano (Jsc) 72. María Luisa Jiménez Ordóñez 73. Pere Soler Artalejo 74. Pilar Bespín Minguillón 75. Julio Silva Ridao 76. Ruth Soto García 77. Rubén Castro Torres 78. Reyes Sosa Chireno 79. Josep Maria Ballesteros López 80. Rosa Jiménez Martínez 81. David Morales Campos 82. Montserrat Illa Vilà 83. Francesc Aguilà González 84. Núria González López 85. Jordi Llovet Pomar (Ind) Suplentes: Elena Díaz Torrevejano Braulio Saúl Mora Muentes Carmen Porras Tovar Babacar Mbaye Seck Maria Pilar Gorina Sáenz de Cabezón Ramon Burgués Salse Maria Dolors Pinos Piedra Santiago Fontanet Barberà                                                                                                 | Lista1. Rafel Bruguera Batalla 2. María Teresa Guerrero Sánchez 3. Albert Bramon Vives 4. Maurici Jiménez Ruiz 5. Dolors Padilla Richart 6. Alfons Martínez Puig 7. Carlos Fernández Amer 8. Carolina Jiménez Fernández 9. Arturo Prades Martínez 10. Anna Belén Avilés Ramos 11. Larbi Hlal Boutir 12. José Martínez Herrera 13. Marisol Perea Martín 14. Alfons Jiménez Cortacans 15. Ramatoulaye Sabaly Traore 16. María Teresa Fernández Flores 17. Julio Ortin Darné Suplentes: Olga Simarro Rojas Estefania López Gil Lluís Castañer de Santiago Marta Poyatos González José García Rodríguez Soumaya Waez Bieto Antonia Jiménez Torres Francisco Javier Pastor Núñez Juan José Grima Gregorio                               | Lista1. Òscar Ordeig Molist 2. Maria Rosa Ball Papiol 3. Ricard Pons Pico 4. Maria Vergés Pérez 5. Kleber Esteve Ramells 6. Rosa Maria Caselles Mir 7. Cristian Carlos Botija Caravaca 8. Maria Carmen Rivera Baró 9. Josep Maria Semino Laguia 10. Noèlia Soto Gonzàlez 11. Josep Maria Dalmau Gil 12. Rosa Maqueda Rodríguez 13. Carlos García Gómez 14. Josepa Peiró Badia 15. Àngel Ros Domingo Suplentes: Dante Pérez Berenguer Lorena González Dios José Luis Palacios Rodríguez María José Alcalà Gonzàlez Joan Manel Alès Martin Miriam Balart Comajuncosas José Solís Cangas | Lista1. Carlos Castillo Rosique 2. Rosa M Ibarra Ollé 3. Bibiana Porres Carranza 4. Raimon Ferré i Vallès 5. Rocio León Aller 6. Eloi Menasanch Sevil 7. María José Beltran Piñol 8. Christian Martínez Rodríguez 9. M Jesús Sánchez Soldevila 10. Ander Mikel Basterrechea Aranguren 11. Laura Vidal García 12. Jordi López i Leor 13. Meritxell Cano Bravo 14. Jordi Villar Esparza 15. Montserrat Muñoz Madueño 16. Eugeni Monllaó Sabaté 17. Lucia López Cerdán 18. Lucio Moreno Fernández Suplentes: Jessica Moya Núñez Antoni Espanya Forcadell Cristina Borràs Margalef |
| Catalunya Sí Que Es Pot (CatSíqueesPot)                       | Lista1. Josep Lluís Franco Rabell 2. Gemma Lienas Massot 3. Joan Coscubiela Conesa 4. Àngels Martínez Castells 5. Albano Dante Fachin Pozzi 6. Joan Josep Nuet Pujals 7. Jèssica Albiach Satorres 8. Joan Giner Miguelez 9. Marta Ribas Frías 10. Josep Vendrell Gardeñes 11. Anna María Pérez Oller 12. Marc Bertomeu Goixens 13. Laura Massana Mas 14. David Cid Colomer 15. Montserrat Pratdesaba Ribas 16. Ruth Moreta Martín 17. Núria Lozano Montoya 18. Marc Llaó Fusté 19. Noemi Ayguasenosa Soro 20. David Compañón Costa 21. Núria Vila Alabao 22. Antoni Ribas Bravo 23. Juan José Cáceres Nevot 24. Jordi Manils Tavio 25. Cristina Fernández Iglesias 26. María Cristina Simó Alcaraz 27. Antonio Molina Sánchez 28. Saida Ehliluch El Antit 29. Dionisio Giménez Plaza 30. Pau Planelles Oliva 31. Alejandro Pérez Polo 32. Lorena Vicioso Adrià 33. Maria Freixanet Mateo 34. Javier Casado Navarro 35. Jordi Ortega Jarque 36. Maria Carmen Moya Hidalgo 37. Albert Cazalilla Rodríguez 38. Isàvena Opisso Atienza 39. Miguel Benítez Porras 40. Gabriela Poblet Denti 41. Marta Morell Albaladejo 42. Jordi López Santin 43. Francesc Sánchez Travería “Siscu” 44. Elena Herranz Funez 45. Montserrat Navarro Jiménez 46. Xavier Pujols Martínez 47. Marta San Jose Moya 48. Gener Barjola Bizarro 49. Arturo Serra Montesino 50. Aina Vidal Saez 51. Javier Julian Alarcón Alarcón 52. Miguel Puertas García 53. Maria Coral Vázquez Hontoria 54. Máximo Piedra García 55. Lourdes Altozano Sojo 56. Alicia Cecilia Valencia Cerdà 57. Antoni Peñafiel Hervas 58. Susana Montón Martí 59. Rafael López Mogio 60. Joan Berlanga Sarraseca 61. Leandro Juan Danza Arla 62. Assumpció Franquesa i Segura 63. Elia Sabbarese Romero 64. Ivan Leanizbarrutia Zugasti 65. Elena Tarifa Herrero 66. Rocio Jiménez Ferreiro 67. Lidia Muñoz Cáceres 68. Adeel Tahir Chaudhry 69. María Teresa Cenzano Ezquerro 70. Joan Antoni Torres Bedman 71. Daniel Jiménez Hernández 72. Dolores Castro Leiva 73. Mireia Marin Ferrer 74. Maria Luz García García 75. Manuel Conejo Jiménez 76. Marcos Ortega Canillas 77. Candela López Tagliafico 78. Laura Campos Ferrer 79. Amalia Rubio Gomera 80. José Antonio Montero Domínguez 81. Josep Maria Balcells i Gené 82. Eduard Fernández Serrano 83. Victòria Peña Carulla "Vicky" 84. Marina Subirats Martori 85. Vicenç Navarro López Suplentes: Anna Rovira Prats Anna Maria Jiménez Mauri Miguel Ángel Domínguez Álvarez Francisco Manuel Galán Gordillo María Teresa Vidal Creus Iolanda Sánchez Alcaraz Cristian Medrano López Marta Otero Molas José Luis Madueño Alcalde | Lista1. Marc Vidal i Pou 2. Alba Garcia i Gras 3. Joan Salmeron Crosas 4. Marta Domènech i Gràcia 5. Sònia Pujol i Valls 6. Cristóbal Laso i Silva 7. Romina Villanueva i Pietraccone 8. Laura López i Domínguez 9. Aldo del Zoppo Forno 10. Francesc Ortega i Cortijos 11. Albert Pons i Ramos 12. Rosa María Parreño i Ariza 13. Teresa Palmer i Barranco 14. Jèssica Terrón i Sànchez 15. Victoriano Ramos i Alfonso 16. Rosalía Sánchez i Pulido 17. Jordi Romero i Villalba Suplentes: Martí Almor i Dantí Ariadna Sánchez i Mira Núria Pascal i Pujadas | Lista1. Sara Mercè Vilà Galan 2. Meritxell Genao Labarta 3. Adrián León Rodríguez 4. Karim Adrián Bouhout Calero 5. Jaume Moya Matas 6. Montserrat Cardona Navarro 7. Josep Maria Torres Palacin 8. Laura Salamero Teixidó 9. Laia Martí Cacho 10. Diego Guillen Pérez 11. Jordi Pino Lacosta 12. Belen Benito Fernández 13. Àlex Mezcua Pallerola 14. Ana Maria Retamero Fernández 15. Maria Guerrero Mellado Suplentes: Pedro Francisco Robles Pedroso Ana Laviña Ruiz Josep Maria Carles Águila Judit Estopà Barrufet Vicente Serrano García Amparo Loren Bes David De Andres Murciano Carme Hernández Brezmes Yolanda Bardina Martin Ventura Margo Vives                                                       | Lista1. Gerard Bargalló Boivin 2. Hortènsia Grau Juan 3. Adriana Álvarez López 4. Carlos Sanchís de Andrés 5. Encarnación Ramíez Peña 6. Rosabel Recio Daga 7. Maurici Andreu Dalmau de la Torre 8. Roque Giménez Garrido 9. Luis-Omar El Gabry Bravo 10. Maria del Pilar Flamenco Calvo 11. Joaquim Mascarell Sérvulo 12. Verónica Rubio Lorente 13. Gemma del Río Sánchez 14. Ricardo Redondo Moltó 15. Javier Ramos Panduro 16. Jordi de la Cruz Ruiz 17. Antònia García Bascuñana 18. Jordi Risa Jané Suplentes: Raúl Martos Reyes Margarita Bonastre Deosdad Llorenç Viña Mascarell |
| Partit Popular-Partido Popular (PP)                           | Lista1. Xavier García Albiol 2. Andrea Levy Soler 3. Antonio Gallego Burgos 4. Esperanza García González 5. Santiago Rodríguez i Serra 6. Alberto Villagrasa Gil 7. Mª José García Cuevas 8. Juan Milian Querol 9. Fernando Sánchez Costa 10. Elisabeth Jiménez Cara 11. Joaquin Sergio García Pérez 12. Rafael López Rueda 13. José Antonio Coto Roquet 14. Eva García Rodríguez 15. Miriam Casanova Domenech 16. Pere Calbó i Roca 17. Sonia Esplugas González 18. Núria Carreras Povill 19. Miguel Jurado Tejada 20. Joan Antoni López Noguera 21. Susana Calvo Casadesus 22. Emma Salarich Matavacas 23. Ester Sevilla Roselló 24. Oscar Berman Boldú 25. José Antonio Calleja Clavero 26. Mª Dolors Morera Sola 27. Joan Agramunt Seuba 28. Antonio Manuel Carpio López 29. Marina Lozano Illescas 30. Noemi Boza Cano 31. José Mª Casanovas Larraz 32. Oscar Ramírez Lara 33. Mª José Díaz Algarín 34. Bernabé Ruffo Noguera 35. Mercè Haro Capell 36. Eduardo Bolaños Rodríguez 37. Mª Belen Quintero Aragón 38. Marta Morgadas Blanch 39. Antonio Molina Melero 40. Feliciano Baratech Penina 41. Sonia Motos Pérez 42. Manuel Conde García 43. Marcos Sánchez Siles 44. Mariano Méndez Rudilla 45. Angela Roca Corts 46. José Mª Moya Losilla 47. Raquel Valls Bonet 48. Jaume Gelada Jiménez 49. Josefa Redondo Solis 50. Francisco Javier Fabregas Ruesgas 51. Marta Giménez Arcusa 52. Boris Valls Guardiola 53. Marta Torramorell Simón 54. Ramón Sabaté Puig 55. Josep Lluís Javaloyes Vilalta 56. Rafael Bernardo González Ordóñez 57. Judit Florensa Mingote 58. Mónica Parés Centeno 59. Mª Consuelo Santos Neyra 60. Carles Jiménez Morera 61. Mª del Carmen Santana González 62. Mª José Ortiz Sánchez 63. Francisco Javier Martín Hermosín 64. Sonia Aranda Bustamante 65. Ramón Molist Godo 66. Nuria Rojas Soler 67. Andreu Marín Muñoz 68. Jesús Cañas Cañizares 69. Mª Dolors Comellas Miró 70. Josep Mª Arpal Ruiz 71. Marcelo Muñoz Contreras 72. Mª Luisa Ibáñez Boira 73. Araceli Amatller Medina 74. Susana Clerici López 75. Gabriel Turmo Sainz 76. Saray Muñoz Contreras 77. Susana Ferrer Vargas 78. Manuel Gallardo Martínez 79. Elena Ana Rigat Brugarolas 80. Jaume Mira Matas 81. Luis Fernando Caldentey Querol 82. Josep Llobet Navarro 83. Mª Dolors Montserrat i Culleré 84. Alberto Fernández Díaz 85. Alícia Sánchez-Camacho i Pérez Suplentes: Manuel Buenaño García Gema Mª Martín Moreno García Francisco Polo Cordero Lydia Mª Remon Aguirre Francisco Ibáñez López Mª Isabel Espinosa Fernández | Lista1. Josep Enric Millo i Rocher 2. Sergio Santamaría Santigosa 3. Mar Llambí Morillas 4. María Carmen Moreno Saez 5. Josep María Angelats Fábregas 6. Ana Quiles Jurado 7. Carlos López Expósito 8. Leonardo Fernández Esquinas 9. Iván Prieto Coronado 10. Júlia Sala Esteban 11. Elisabeth Mesa Vega 12. Sebastián Mateo Herrero 13. Vanesa Mányik Jiménez 14. Julià Genovés Juanola 15. José Francisco Parra Gallardo 16. Enric Martínez Maíz 17. Concepció Veray Cama Suplentes: Xavier Masdemont Congost Abraham Alberto Rodríguez Requena Meritxell Forment Garreta Teresa de Jesús Zelaya Velásquez Iván Rodríguez Prat Cristina Pérez Ferrón                                                                            | Lista1. Marisa Xandri Pujol 2. Joan Simeón Morera 3. Quim Alexandre Faure 4. Núria Llovet Querol 5. Irene Pardo Romera 6. Antoni Sobrevals Agulló 7. Ana Cava Muñoz 8. Josep Maria Servetó Figueras 9. Anna Colom Tartera 10. Fidel Pascual Bernaus 11. David Ceresuela Blanco 12. Pau Pintó Torné 13. Isaac Sánchez López 14. Gemma Batalla Casanovas 15. Dolors López Aguilar Suplentes: José Luis Reboiro Serra Carlos Nicolás Arfelis Olga Malas Tolsá Montse Muixí Terés | Lista1. Alejandro Fernández Álvarez 2. Jordi Roca Mas 3. Montserrat Duch Cartañà 4. Jaume Solé Purcalla 5. Teresa González Santiago 6. Mario García Vidal 7. David Paul Chatelain Lucena 8. Francesc Caballero Ristol 9. Maria de la Cruz Sabaté Zaragoza 10. Ana Isabel Rubio García 11. Brigitte Arenas Cortés 12. José Antolí Badía 13. Sílvia Pujol García 14. Francisco Manuel Launes Andilla 15. María Dolores Juncal Santos 16. María Encarnación Quilez Valdelvira 17. Sebastià Domenech Bosch 18. Rafael Luna Vivas Suplentes: Jesús Jerónimo Merino Iglesias Nieves Royo Farras Elena López Algaba |
| Candidatura d'Unitat Popular (CUP)                            | Lista1. Antonio Baños Boncompain 2. Anna Gabriel Sabaté 3. Josep Manel Busqueta Franco 4. María Gabriela Serra Frediani 5. Albert Botran Pahissa 6. Eulàlia Reguant Cura 7. Julià de Jòdar Muñoz 8. Mireia Vehí Cantenys 9. Joan Garriga i Quadres 10. Pilar Castillejo Medina 11. Carles Riera Albert 12. Anna Gabaldà Felipe 13. Xavier Safont-Tria i Ramon 14. Maria Esther del Alcázar i Fabregat 15. Nil Puigivila Ylla-Català 16. Càndida Gonzàlez i Garcia 17. Lluc Vinyes Pelàez 18. Núria Campanera Moliné 19. Llorenç Casanova Fernández 20. Maria Corrales Pons 21. Eugeni Rodríguez i Giménez 22. Ester Rocabayera Jordan 23. Arnau Carné Sala 24. Georgina Monge López 25. Ramon Vancells Casacuberta 26. Anna Alsina López 27. Juan Manuel Rojas Arcos 28. Irene Jaume Gambin 29. Aleix Cardona i Jordan 30. Susana Moreno Blanco 31. Joan López Fernàndez 32. Núria Soler Forès 33. Ángel Camacho Hervás 34. Fuensanta Maria Ballester Jiménez 35. Ramon Carbonell Baqués 36. Fidela Frutos Schwöbel 37. Jesús Maria Carrasco i Gómez 38. Montserrat Mata Dumenjó 39. Jordi Pagès i Anson 40. Maria Matilde Oliver Reche 41. Arnau Comajoan Cara 42. Olga Hernández de León 43. Jordi Farré i Viladoms 44. Anna Maria Guijarro i Casas 45. Adam Majó Garriga 46. Laia Altarriba Piguillem 47. Albert Díez Vañó 48. Katia Regina Juncks Kammers 49. Pedro Mercadé Toro 50. Violant Quer i Miró 51. José Luis Jiménez Castelltort 52. Mercè Solé Cabrera 53. Isaac Ruana Súria 54. Meritxell Brun i Jané 55. Manuel Mora i Sánchez 56. Maria Ferrer Martínez 57. Hug Lucchetti Barba 58. Maria Blanca Serra i Puig 59. Jesús Soler Vilaró 60. Carlota Carbó Giró 61. Josep Arranz i Romeu 62. Anna Coll Zabala 63. Adil Marouan Messari 64. Gemma Boix i Pou 65. Arcadi Bassegoda Clos 66. Roser Homs Pons 67. Jordi Pueyo Tapias 68. Berta Masramon López 69. Augusto Gil Matamala 70. Rita Martin Monés 71. Sergi López Ayats 72. Núria Casajuana Vives 73. Agustín Cintas Dueñas 74. Carmen Alonso Carretero 75. Francesc Freixas Morros 76. Ginette Casanovas Pallarés 77. Oleguer Presas Renom 78. Roser Veciana Olive 79. Josep Riera i Porta 80. Eunice Romero Rivera 81. Manuel Delgado Ruiz 82. Jana Montllor Blanes 83. Joaquim Arrufat Ibáñez 84. Isabel Vallet Sánchez 85. David Fernández Ramos Suplentes: Isabel Chacón Chacón Xavier Monge Profitós Mireia Cirera Pintó Òscar Mendoza Gómez Anna Tarafa Mata Xavier Generó Boix Nora Miralles Crespo Jordi Sala i Pou Juliana Bacardit i Garriga Roger Albert Casanova | Lista1. Benet Salellas i Vilar 2. Marta Ball·llosera i Font 3. Jordi Navarro i Morera 4. Elisabeth Punset i Pagès 5. Antoni Rico i Garcia 6. Imma Sau i Giralt 7. Marc August Muntanya i Masana 8. Mariona Baraldés i Cabarrocas 9. Miquel Blanch i Solé 10. Mònica Alonso i Sánchez 11. Anastasio Pulido i Chozas 12. Maria Besora i Soler 13. Sebas Parra i Nuño 14. Antònia Codina i Guëll (Toia) 15. Narcís Comadira i Moragriega 16. Adelais de Pedrolo i Fabregat 17. Alguer Miguel i Bo Suplentes: Elena Delgado i Caparrós Ramon Serna i Ros Irene Palol i Ribas Marc Roura i Pujol Natàlia Sànchez i Dipp Martí Lleixà i Mora Sandra Pazos i Massanas Ramon Muñoz i Salló Zaida Vidal i Verdaguer Xavier Díez i Rodríguez | Lista1. Ramon Usall Santa 2. Mireia Boya Busquet 3. Josep Antoni Vilalta i Coletes 4. Clara Barbal Mortés 5. Ferran Dalmau Vilella 6. Eulàlia Sera i Felip 7. Jordi Querol Vall 8. Marta Pomés Lobo 9. Jordi Calvís i Burgués 10. Clara Griera Llonch 11. Josep Maria Colea García 12. Ares Bordes Lladós 13. Eloi Pasarin Renau 14. Judith Ribera Salvia 15. Maria Huguet i Recasens Suplentes: Marcel Pena Zanuy Meritxell Gené Poca Marcel Riu Bonvehí Aida Sanuy Perpiña Oriol Verdés Serrano | Lista1. Sergi Saladié Gil 2. Maria Mestre Montserrat 3. Jaime Rodríguez Calero 4. Lurdes Quintero Gallego 5. Ernest Montserrat Malagarriga 6. Mar Joanpere Foraster 7. Jordi Martí Font 8. Carme Abril Ferrer 9. Ignasi Cid Dorronsoro 10. Aitana de la Varga Pastor 11. Gerard Nogués Balsells 12. Montserrat Solà Rivera 13. Vicenç González Belmonte 14. Núria Cardona Miracle 15. Pau Balmaña Marín 16. Roser Vernet Anguera 17. José Estrada Cruz 18. Montsant Fonts Pallach Suplentes: David Vidal Caballé Dayana Santiago Callau Joan Pons Solé Laura Aluja Masalles Xavier Queralt Queralt Marta Llorens Pérez Damià Fàbrega Sabaté Roser Torres Sanz Jaume Camps Girona Carmina Malagarriga de Broto                                |
| Unió Democràtica de Catalunya (UDC)                           | Lista1. Ramon Espadaler i Parcerisas 2. Martín Rodríguez i Sol 3. Marta Plana i Dropez 4. Roger Montañola i Busquets 5. Núria Rodríguez i Olivé 6. Carles Torrecilla i Gumbau 7. Antoni Font i Renom 8. Gregoria Enriquez i Cívicos 9. Jordi Subirana i Ortells 10. Mireia Del Pozo i Farreres 11. Oriol Gil i Tomàs 12. Elvira País i Nassel 13. Santiago Ballester i Muñoz 14. Olga Ortiz i Moreno 15. Julio Molinario i Valls 16. Montserrat Playà i Camps 17. Jordi Sala i Casarramona 18. Ana Isabel Clar i López 19. Jaume Molero i Savall 20. Jaume Folch i Beltran 21. Ramon Carbó i Vert 22. Maria Rosa González i Ureña 23. David Masdeu i Baques 24. Isabel Molins i Sorribes 25. Francesc Xavier Güell i Cardona 26. Joan Auladell i Fontseca 27. Montserrat Suari i Bartrés 28. Natividad Escala i Salvo 29. Lluís Bou i Dalmau 30. Fernando Brea i Vide 31. Maria Ximena Gadea i Pintos 32. Dolores Pellicer i Roda 33. Carles Ortega i Alemany 34. Antonio José Gómez i Peña 35. Alfons López i Salgueiro 36. M. Luisa Vargas i Cruz 37. Mariana Herrera i Fernández 38. Àlex Miró i Pujadas 39. Aitor Agea i Gómez 40. Joan Carles Bailach i de Rivera 41. Guillem Aresté i Lluch 42. M. Carme Castellano i Fernández 43. Matias Ramon i Mendiola 44. M. Teresa Rovira i Galceran 45. Jordi Daura i Molins 46. Joan Bartomeu Ferrandis i Cabré 47. Jordi Bosch i Sala 48. Javier Nolis i Durà 49. Sandra Jiménez i Enríquez 50. Mercè Méndez i Valls 51. Francesc Xavier Cortés i Morros 52. David González i Martin 53. David Grau i Castroverde 54. Isabel Pallejà i Milà 55. Sandra Montes i Molina 56. Iván González i Ferreiro 57. Ana María Sánchez i Carrasco 58. Marc Gonzalo i Pérez 59. Josep Antoni Cana i Quirós 60. Angeles Lozano i Garcia 61. Albert Garcia i Font 62. Laura Martínez i Portell 63. Carles Lombarte i Lladó 64. Mireia Martos i Martínez 65. Juan Pablo Torrents-Faura i Vergés 66. Susana Villagrasa i Baeza 67. Isaac Bosch i Monistrol 68. Maria Calsina i Salavert 69. Roser Liñán i Egea 70. Ivan Valderrama i Salmeron 71. Andreu García i Sánchez 72. Gemma Torelló i Sibill 73. M. Rosa Urraca i Martínez 74. Francisco Javier Gambús i Freixa 75. M. Angeles Olano i Garcia 76. Carmen Tort-Martorell i Llabrés 77. José Zalacain i Suárez 78. Josep M. Regàs i Graupera 79. José Antonio Barceló i Gazulla 80. Pilar Fernández i Bozal 81. Trinitat Esteve i Sánchez 82. Maria Montserrat Serrallonga i Sivilla 83. Jacint Codina i Pujols 84. Manuel Miserachs i Codina 85. Josep Antoni Duran i Lleida Suplentes: Joan Carles Bueno i Arcos Rosaura Ferriz i Pacheco Albert Guivernau i Molina Marc Miró i Escolà Maria Ramon i Puig                                                                                                  | Lista1. Xavier Dilmé i Vert 2. Montse Ricart Solé 3. Jordi Aurich Taberner 4. Núria Gómez Morell 5. Josep Maria Pascual Rodríguez 6. Joan Casas Carreras 7. Josep Antoni Valdera Martín 8. Núria Galimany i Granés 9. Ariadna Pujol Feixas 10. Joan Carles Fernández Burgui 11. Raquel Sánchez Roura 12. Anna Maria Colomer Llussà 13. Joan Solés Paris 14. Fèlix Isern Vidal 15. Josep Lluís Yècora i Romero 16. Albert Gómez i Casas 17. Eva Palau Gil 18 = Suplentes: Francisco Jesús Trinidad Lorenzo Azucena Marín Ruiz Santi Buscató i Berta Pere Maluquer Ferrer Montse Surroca i Comas | Lista1. Josep Maria Pelegrí Aixut 2. Cristina Bosch Arcau 3. Jordi Bolado Balaguer 4. Pilar Munté Espinet 5. Josep Maria Canabal Subirà 6. Gemma Caballol Miserachs 7. Kevin Requena Alsina 8. Rosana Montané Salud 9. Andreu Vicente Menéndez 10. Mònica Noguero Estada 11. Jaume Oriol Grau 12. Montserrat Batlle Puig 13. Genaro Amador Tolsau 14. Joan Busquets Grau 15. Rosa Maria Mora Valls Suplentes: Lourdes Assens Tauste Josep Maria Ubach Molins Immaculada Farré Palazón Josep Maria Arqués Sisó Antonio Ponz Callen Maria Rosa Asensio Montserrat Francesc Guasch Fernàndez Miquel Angel Alonso Sancho                                                                                               | Lista1. Anna Maria Solé Ramos 2. Josep Maria Prats Batet 3. Antoni Vicente Polo Moya 4. Joan Maria Sardà Padrell 5. Rosanna Camps Aragonès 6. Carlos Javier Calderon Aisa 7. Marta Blanch Figueras 8. Rosa Maria Cid García 9. Enric Capdevila Torres 10. Jaume Montalbo Roigé 11. Lídia Guerrero Martín 12. Joaquim García Codina 13. José Antonio Donoso Gutiérrez 14. Laura Montané Esquirol 15. Núria Crivillé Miró 16. Marta Borràs Donato 17. Manuel Andreu Ruiz 18. Albert Vallvé Navarro Suplentes: Eduard Masip Jornet Martí Barberà Montserrat Estefania Serrano Agudo Josep Subirachs Pedret Montserrat Gené Nolla Pilar Domènech Dalmau Joana Valmaña Valmaña Pilar Romero Gracia Manuel González Marín Salvador Sedó Marsal     |
| Partit Animalista Contra El Maltractament Animal (PACMA)      | Lista 1. Anaïs Arranz Mir 2. Carolina Ana Bayle García 3. Ferran Mir Culell 4. Eva Ríos Pérez 5. Javier Muñoz Aranda 6. Cristina García González 7. Alba García Roldan 8. Blanca Pérez Uñó 9. Francisco Javier Clotet Juan 10. Eusebio Francisco González Declara 11. Aurora Carrasco Peris 12. Elena Allué Tejerina 13. Montserrat Alcaraz Pitarque 14. Ramón García Ribas 15. Francisco Javier Bayle García 16. Olga Eyre Estrada 17. Mónica Soledad Álvarez Cónsul 18. Montserrat Sánchez Jordán 19. Juan Carlos Fernández Rodríguez 20. Salvador Jodar Rivas 21. Montserrat Zafra Moreno 22. Gemma Visent Bueso 23. Mª Teresa Mir Culell 24. Agustín Jurado Jiménez 25. Gonzalo Rubinos Macias 26. Grace Stefania Pérez Riquelme 27. Jessica Escudero Miguel 28. Mercè Danés Bernades 29. Juan Carlos Besoli García 30. Alejandro Cervelo Delgado 31. Margarita García Quiñonero 32. Helena Escoda Casas 33. Carmen Fernández Gómez 34. Ferran Mateo Gallego 35. Juan Miguel Fernández Peña 36. Carmen Martínez Farré 37. Anna Vila Miret 38. Vanessa Fernández Polaino 39. Alexandre Asensio Bernal 40. Melcior Bascompte Argemí 41. Carolina Uréndez Gawthorpe 42. Elena Campón De Miguel 43. Sonia Hernández Jové 44. Aldo Alcaraz Díaz de Liaño 45. Jesús Banegas Urbano 46. Patricia Alfani Moncusí 47. Montserrat García Montalà 48. Montserrat Olivé Cano 49. Eduardo Antonio López Torres 50. Ángel Del Moral León 51. Míriam Esquís Castán 52. Rosario Perea Buzón 53. Susana Blanqué Chaves 54. Antonio Tapia Rodríguez 55. Iván Martín Tarazaga 56. Núria Domingo Masdeu 57. Rosa Maria Moncusí Castro 58. Francina Uñó Ribó 59. Jaume Junoy Martínez 60. Alex Rubia Olives 61. Fanny Ferràn Cuadrat 62. Emma Luque Ramón 63. Solange Ivana Nuñez Sienra 64. Francesc Xavier Puig Borrell 65. Jordi Martínez Latorre 66. Ana Ripol Cassina 67. Cristina López Camiciottoli 68. Patricia García Comuñas 69. Andreu García Pujolà 70. Robert Millán Cabezas 71. María José Chaves Rebollo 72. Milagros Peiró Álvarez 73. Sara Frenegal González 74. Antonio Soutiño Alvés 75. Sergio Linares Ferreira 76. María Teresa Marín Mínguez 77. Angeles Vigo Moral 78. Ana María Revuelta Salmerón 79. Miguel Macias Romero 80. Jorge Costa Doménech 81. Mª Àngels Peris Rodríguez 82. Isabel Recalde Valle 83. Maria del Prado Rocha Carrero 84. Francisco Santos Chillón 85. Miguel Foraster Serra Suplentes: Paola Natalia Acuña Tecitor Margarita Bonet De Haro Daniel De los Cobos Castell Josep Borrell Mas Marta Boada Collado Antonia Jiménez Cruz Eduardo Benito Peris Bernardo Carrasco Netto | Lista1. Miguel Ángel Rodríguez Tapia 2. José Torres González 3. David Piñatel Robles 4. Marta Burgos Espejo 5. Mónica del Mar Jordán Pujol 6. Antonio Guarnido García 7. Aitziber Saez de Buruaga Cousillas 8. Mercè Nadal Cañadas 9. Anabel Cámara Mula 10. José Manuel Jiménez Ballester 11. Deborah Parris Littler 12. Mª del Carmen Bayle García 13. Eugènia Prenafeta Oliva 14. Angel Platero Ferrer 15. Ramón Pros Cervera 16. Rosa Tutusaus Sors 17. David Borrell Peris Suplentes: Aleix Campamà Visent | Lista1. David Martínez Planellas 2. Cristina De Dios García 3. Alba Cases Calleja 4. Maria Dolors Abella Monreal 5. Isidro Prim Sánchez 6. Meritxell Taravilla Collado 7. Aaron San Nicolas Saez 8. Marc Barcelo Jiménez 9. Ricard Llordés Espina 10. Laura Colominas López 11. Josep Colominas López 12. Javier Gómez Gómez 13. Montserrat López Alcocer 14. Sònia Manyoses González 15. Victor Martínez Ruiz Suplentes: Àngel Molina Melé Mercè Perera Jordán Victor Artola Álvarez | Lista1. Laura García Hipólito 2. Maria Elisa López-Mateos Moreno 3. Ángel Martín Sánchez 4. Ernesto Sosa González 5. Mauyaurit Sinay Lucena Rodríguez 6. Marcos García Ortega 7. Alexia Clara Fernández Rodríguez 8. Alejandro Fernández Pardo 9. Sandra Janneth Díaz Ramos 10. Remigio García López 11. Ascensión López García 12. Dumitru Sorin Esteti Esteti 13. Mercè Azcona Casas 14. Javier Ríos Ponce 15. Bianca Aldana Fernández Rodríguez 16. Carla Bergadà Bueno 17. Dolores Jardí Calero 18. Luis Ángel Herce Ruiz 19. Suplentes: Rosalba Ramos de Díaz Maria Dolores Hipólito Domínguez José Luis Segura Tardío Míriam Acosta López Xavier Chamarro Rosés                                                                        |
| Recortes Cero–Els Verds                                       | Lista1. Jordi Martínez Rigol 2. Esteban Cabal Riera 3. Eva Avendaño Mata 4. Natalia Vara Bodas 5. Ignasi Soler Crespo 6. Vicente Serrano Lobato 7. Encarnación Valle Fernández 8. Jordi Trujillo Agulló 9. José María Hidalgo Mancha 10. María del Carmen Jurado Expósito 11. Antonio Barba Martí 12. Pilar Ruiz Palacios 13. Aitor Martín Faura 14. Pedro Fernández Herrero 15. Antonia Rodrigo García 16. Armando Aguirre Bertolín 17. Arelis Coromoto Guaramato Díaz 18. Enrique Alzamora Gutiérrez 19. Noemí Serrano González 20. Antonio Ruiz Mingorance 21. Antonia Expósito Roma 22. Javier Delgado Martínez 23. Antoni Colom Poudevida 24. María Josefa Agut Barbero 25. Willwardo M'Bande Naluanga 26. Ángel Ramón Larrosa Bondia 27. Josefa Bernabé Martín 28. Juan José Menchón Hermosilla 29. Josep Llunell Vilaró 30. Laura Sexer Pérez 31. Antonio Martínez Colell 32. Juan José Cabello Cabello 33. Eva Del Amo Davó 34. Jordi Muiños Martínez 35. María Pilar Costa Chulio 36. Pedro Medina Torres 37. María León Cantero 38. José Ramón García Bregante 39. Yolanda Sánchez Alderete 40. Jordi Morera Cudos 41. Fernando Pastor González 42. Gemma Delgado Camacho 43. Jordi Ramos Pradells 44. Carmen Martínez De las Heras 45. Francisco Javier Crego Diéguez 46. Juan Carlos Gonzalo Pérez 47. Gertrudis Faura Marín 48. Miguel Fernández Vázquez 49. Francisca Tamerón López 50. Jordi Murgadella Solà 51. Xavier Pérez Farré 52. Victoria Moyo Segui 53. Jorge Grau Saladrigas 54. Jerónimo García Hernández 55. Sandra Menor Ventura 56. Hugo Osvaldo Aguilar Cinalli 57. Eva Ibáñez Laffort 58. Conrado Mozos Pérez 59. María Florentina Artime Vega 60. José Ruiz Pérez 61. Pascual Gallart Arias 62. Adoración Soto Marín 63. Alejandro Faus Avella 64. María Ángeles Álvarez Caraballo 65. Bruce Michael Humphriey Ventura 66. Manuel Puig Hugas 67. Anna Martín Soler 68. José Fuentes Araya 69. Ángeles Llano Martínez 70. Pedro Martín Peñasco 71. Juan Enrique Navalpotro Puerta 72. María Nieves Ortega García 73. Vicente Díez Domper 74. Mónica Costela Caro 75. Vicente Bodi Guillén 76. Juan José Soriano Pujante 77. Montserrat Muñoz Pitarch 78. José Gabriel Rodríguez Ruiz 79. Elisabet Moya Borrego 80. Ramón Aguirre Orihuela 81. Rafael Folk Pérez 82. Victoria Lizet Silva Meneses 83. Hermógenes González Vizcaíno 84. Josefa Diéguez López 85. Juan Rafael López González Suplentes: Juan Ramos Puertas Lidia Heredia Vinuesa Aaron Rodríguez Rocha Ana María González Cabrera Manuel Núñez Jiménez María de la Ascensión Lop Vallduví Miguel Ángel Torres Jiménez | Lista1. Francesc Ibañez Laffort 2. Francisca Cintas González 3. Jesús Pulido Ávila 4. Carmen Aleña Esteve 5. Carlos Lanas González 6. Juan Antonio Herrero Sánchez 7. María Obdulia Méndez Fernández 8. Joel Llamas Royo 9. Alba Zoriane González Ansoleaga 10. Luis Juan de la Torre Guzmán 11. Jaume Vila Michavila 12. Núria Reja Gómez 13. Ismael Resano Fabra 14. Verónica Ibáñez Laffort 15. Asier Martín Faura 16. Melania Olivares Huertas 17. José María Fumanal Rey Suplentes: Miguel Ángel Alias Espinosa Virginia Ruiz Narváez Alejandro Hidalgo Motos | Lista1.Pedro Menchón Bernabé 2. Enrique Costas Teijeiro 3. Martha Isabel Herrera Rubio 4. Noemí Pulido Jiménez 5. Marcos Cardona Estopa 6. Laura Cabello García 7. Marc Obiols Cantano 8. María del Pilar Crespo Muñoz 9. Jonatan Moreno Iglesias 10. Mahmoud Abdelli Ouelhazi 11. Jordi Herbera Dolcet 12. Isaac Alonso Franch 13. Cora Melani Kirch Jurado 14. El Habib Ganzani Kasbaqui 15. Elena Serrano González Suplentes: Jordi Olivares Huertas Sheila Marín Marín | Lista1. Rut Clemente Martín 2. Antonio Chapela Artime 3. Víctor Villacampa López 4. Sergio Fernández García 5. Ester García Aparicio 6. Inmaculada Guijarro Graells 7. Antonio José Pallarés Lacruz 8. Sandra Utrilla Calvo 9. José Luis Villacampa Val 10. Salvador Soriano Manrique 11. Florencia Moreno Cano 12. Antonio Sevillano López 13. Carmen López Ruiz 14. Alberto Artigas Mavronmati 15. Álvaro Vega Jareño 16. Esther Llach Córdoba 17. Agustín Delgado López 18. Flor María Espinales Torrales Suplentes: Edgar Peñas Farre Rosario Camos Marcos Pere Padilla Llombart |
| Guanyem Catalunya (Ganemos)                                   | | Lista1. Ayax Perrella i Estellés 2. Moltserrat Caralt i Solé 3. Francesc José Martín i Navarro 4. Federic Iván Sdruvolini i Garay 5. Olga Merchán i Haro 6. Antoni Jiménez i González 7. Rubén Sánchez i Pérez 8. Lidia Jarque i Moliner 9. Antoni González i Adame 11. María Muñoz i Jarque 12. Josep Caralt i Nim 13. Yuriy Chernov i Chernov 14. Daniel González i Pérez 15. Elena Roselló Fabregat 16. Estela Quiñones i Pizarro 17. Antoni Pavón i Padillo | Lista1. Antoni Cuadra i Escamilla 2. Sylvia Matonte i Capocasale 3. Albert Romero i Oró 4. Jaume Salse i Capellla 5. Maria Rosa Muns i Fillat 6. Raúl Fuentes i Salas 7. Aibert Ortega i Barberan 8. Josep Suárez i Vega 9. Carina Miret i Bausili 10. Patricia Romano i Mejías 11. Lourdes Salvadó i Usach 12. Ana Isabel López i Saiz 13. Jordi Fernández i Díaz 14. Masima Ahbiti i Laarab 15. Alfons Mora i Mora | Lista1. Xavier Salvadó i Usach 2. Constantí Ortega i Francés 3. Aina Paredes i Serrano 4. Karim Daoud i Domènech 5. Marcela Silvia Pereyra i Rojas 6. Claudia Regina Bürk i Falcón 7. Antoni Suárez i Torres 8. Mónica Planas i Gómez 9. Ricard Muñoz i Martínez 10. Gabriel Muns i Fillat 11. Antoni Herrero i Fullea 12. Rosa Martínez i Caballero 13. Ferran Planas i Zomeño 14. Elena Salvadó i Ruiz-Calero 15. Joan Manuel Díaz i Cabeza 16. Josep Oriol Vidal i Martínez 17. Mª Teresa Delera i Sancho 18. Ernest Sánchez i García |
| Pirates de Catalunya-Per Decidir-Ho Tot (PIRATA. CAT/XDT)     | | Lista1. Enric Pineda i Traïd 2. Ariadna Hormigo Pita 3. Javier Jaramillo Zambrano 4. Ramon Hormigo Boix 5. Lourdes Martín Jiménez 6. Alejandro Bueno Lázaro 7. Àngel Hormigo Pita 8. Maria Olga Martínez García 9. María Ángeles Pita Méndez 10. Miriam Flores Ureña 11. Fabiana Beatriz Melita Alonso 12. Tomás Mateos García 13. Vicenç Hormigo Boix 14. Maria Lluïsa Bofill Torrent 15. Alejandro Benito Vidal Merchan 16. Mercè Marzo Gómez 17. Josep Canal de Diego | | |

## Campaña electoral

### Lemas de campaña

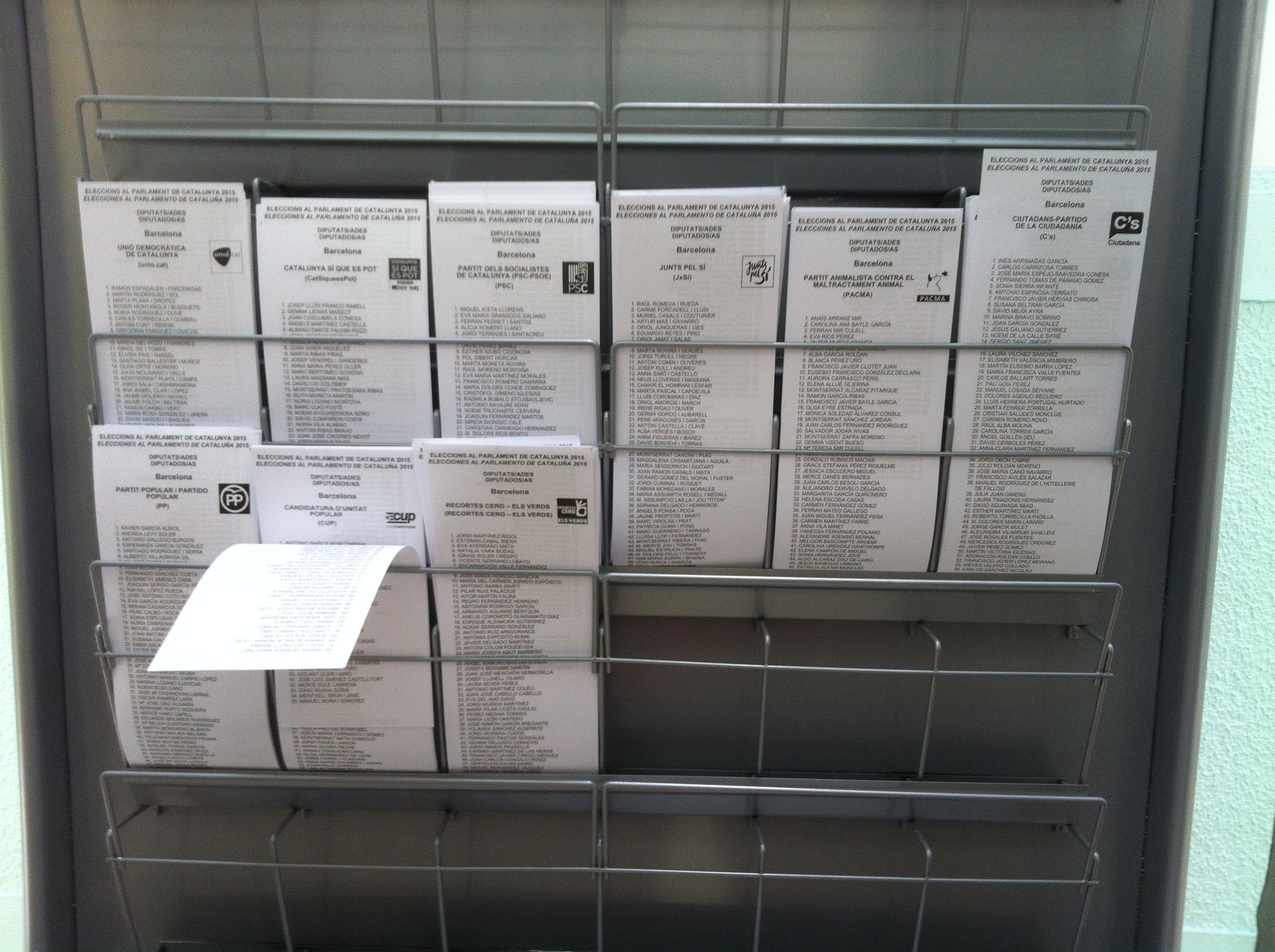
Papeletas de voto.

- Junts pel Sí: El vot de la teva vida (‘El voto de tu vida’).[14]
- Partido de los Socialistas de Cataluña: Per una Catalunya millor en una Espanya diferent (‘Por una Cataluña mejor en una España diferente’).
- Partido Popular: Unidos ganamos. Plantemos cara/Units guanyem. Plantem cara.[15]
- Unión Democrática de Cataluña: La força del seny (‘La fuerza del sentido común’).[nota 1]
- Catalunya Sí que es Pot: La Catalunya de la gent (‘La Cataluña de la gente’).
- Ciudadanos-Partido de la Ciudadanía: Una nueva Cataluña para todos/Una nova Catalunya per a tothom.[16]
- Candidatura de Unidad Popular-Llamada Constituyente: Governem-nos! (‘¡Gobernémonos!’).
- Partido Animalista Contra el Maltrato Animal: Pels animals, el medi ambient i la justícia social (‘Por los animales, el medio ambiente y la justicia social’).
- Recortes Cero-Els Verds: Per la redistribució de la riquesa i la unitat (‘Por la redistribución de la riqueza y la unidad’).

## Encuestas

### Voto
| Fecha              | Encuestadora/Fuente | CiU    | CDC         | PSC  | ERC    | PPC  | ICV    | UDC    | Cs     | CUP    |            | JxSí       | CSQP       | Otros | Ventaja |      |      |     |      |
| ------------------ | --- | ------ | ----------- | ---- | ------ | ---- | ------ | ------ | ------ | ------ | ---------- | ---------- | ---------- | ----- | ------- | ---- | ---- | --- | ---- |
| Fecha              | Encuestadora/Fuente | 26 Sep | Directe.cat | —    | c/JxSí | 12.0 | c/JxSí | 9.0    | c/CSQP |        | 16.0       | 8.0        | c/CSQP     | Otros | Ventaja | 42.0 | 10.0 | 3.0 | 26.0 |
| 21 Sep             | TD Archivado el 25 de septiembre de 2015 en Wayback Machine. | —      | c/JxSí      | 12.0 | c/JxSí | 11.0 | c/CSQP | 2.5    | 13.0   | 7.0    | c/CSQP     | 41.0       | 12.0       | 1.5   | 28.0    |      |      |     |      |
| 19 Sep             | http://vozpopuli.com/actualidad/68475-duran-a-la-cupula-de-unio-por-que-tenemos-nosotros-que-dar-la-cara-por-faine Archivado el 20 de septiembre de 2015 en Wayback Machine. | —      | c/JxSí      | 13.4 | c/JxSí | 10.5 | c/CSQP | 2.3    | 13.3   | 8.3    | c/CSQP     | 35.7       | 14.6       | 1.9   | 21.1    |      |      |     |      |
| 11–19 Sep          | NC-Report | —      | c/JxSí      | 12.1 | c/JxSí | 9.9  | c/CSQP | 3.7    | 15.3   | 6.2    | c/CSQP     | 38.0       | 12.4       | 2.4   | 22.7    |      |      |     |      |
| 18 Sep             | JM&A | —      | c/JxSí      | 11.1 | c/JxSí | 9.9  | c/CSQP | 1.8    | 14.8   | 7.3    | c/CSQP     | 40.3       | 12.0       | 2.8   | 25.5    |      |      |     |      |
| 14–18 Sep          | Celeste-Tel | —      | c/JxSí      | 12.1 | c/JxSí | 9.9  | c/CSQP | 3.1    | 14.6   | 6.2    | c/CSQP     | 38.8       | 12.6       | 2.7   | 24.2    |      |      |     |      |
| 14–18 Sep          | GAD3 | —      | c/JxSí      | 11.9 | c/JxSí | 10.2 | c/CSQP | 1.9    | 14.1   | 6.4    | c/CSQP     | 40.7       | 10.3       | 4.5   | 26.6    |      |      |     |      |
| 10–18 Sep          | NC-Report | —      | c/JxSí      | 12.2 | c/JxSí | 10.0 | c/CSQP | 3.5    | 15.4   | 5.9    | c/CSQP     | 38.0       | 12.5       | 2.5   | 22.6    |      |      |     |      |
| 16–17 Sep          | Sigma-2 | —      | c/JxSí      | 10.8 | c/JxSí | 9.6  | c/CSQP | 2.8    | 14.8   | 7.3    | c/CSQP     | 40.5       | 11.2       | 3.0   | 25.7    |      |      |     |      |
| 14–17 Sep          | Feedback | —      | c/JxSí      | 10.1 | c/JxSí | 10.6 | c/CSQP | 4.2    | 14.4   | 6.4    | c/CSQP     | 40.7       | 11.1       | 2.5   | 26.3    |      |      |     |      |
| 10–17 Sep          | My Word | —      | c/JxSí      | 11.7 | c/JxSí | 8.8  | c/CSQP | 1.5    | 15.4   | 8.1    | c/CSQP     | 40.1       | 12.6       | 1.8   | 24.7    |      |      |     |      |
| 9–17 Sep           | NC-Report | —      | c/JxSí      | 11.9 | c/JxSí | 9.7  | c/CSQP | 3.7    | 15.8   | 5.6    | c/CSQP     | 38.1       | 12.3       | 2.9   | 22.3    |      |      |     |      |
| 14–16 Sep          | Metroscopia | —      | c/JxSí      | 11.7 | c/JxSí | 7.3  | c/CSQP | 2.7    | 14.9   | 8.4    | c/CSQP     | 41.2       | 11.4       | 2.4   | 26.3    |      |      |     |      |
| 14–16 Sep          | DYM | —      | c/JxSí      | 8.4  | c/JxSí | 11.9 | c/CSQP | 1.1    | 18.3   | 7.5    | c/CSQP     | 42.4       | 10.4       | 0.0   | 24.1    |      |      |     |      |
| 14–16 Sep          | Opinòmetre Archivado el 27 de septiembre de 2015 en Wayback Machine. | —      | c/JxSí      | 11.1 | c/JxSí | 8.9  | c/CSQP | 5.2    | 15.9   | 6.4    | c/CSQP     | 39.2       | 13.2       | 0.1   | 23.3    |      |      |     |      |
| 8–16 Sep           | NC-Report | —      | c/JxSí      | 11.6 | c/JxSí | 9.5  | c/CSQP | 3.8    | 16.2   | 5.6    | c/CSQP     | 37.9       | 12.5       | 2.9   | 21.7    |      |      |     |      |
| 14–15 Sep          | Sigma-2 | —      | c/JxSí      | 9.1  | c/JxSí | 9.3  | c/CSQP | 2.2    | 15.4   | 8.2    | c/CSQP     | 40.3       | 12.3       | 3.2   | 24.9    |      |      |     |      |
| 7–15 Sep           | NC-Report | —      | c/JxSí      | 11.4 | c/JxSí | 9.4  | c/CSQP | 3.9    | 16.5   | 5.2    | c/CSQP     | 37.6       | 12.7       | 3.3   | 21.1    |      |      |     |      |
| 14 Sep             | Invymark Archivado el 22 de abril de 2016 en Wayback Machine. | —      | c/JxSí      | 10.6 | c/JxSí | 8.9  | c/CSQP | 1.8    | 14.3   | 6.3    | c/CSQP     | 43.4       | 12.6       | 2.1   | 29.1    |      |      |     |      |
| 12 Sep             | JxSí | —      | c/JxSí      | 9.7  | c/JxSí | 10.4 | c/CSQP | 2.0    | 14.1   | 6.7    | c/CSQP     | 41.0       | 13.5       | 2.6   | 26.9    |      |      |     |      |
| 12 Sep             | JM&A | —      | c/JxSí      | 10.0 | c/JxSí | 8.3  | c/CSQP | 2.7    | 15.5   | 9.1    | c/CSQP     | 39.9       | 11.3       | 3.2   | 24.4    |      |      |     |      |
| 3–8 Sep            | Sondaxe | —      | c/JxSí      | 12.6 | c/JxSí | 11.5 | c/CSQP |        | 11.6   | 7.4    | c/CSQP     | 42.1       | 10.2       | 4.6   | 29.5    |      |      |     |      |
| 1–8 Sep            | IBES | —      | c/JxSí      | 11.1 | c/JxSí | 10.2 | c/CSQP | 2.8    | 13.4   | 7.2    | c/CSQP     | 38.3       | 11.4       | 5.6   | 24.9    |      |      |     |      |
| 7 Sep              | Invymark Archivado el 14 de septiembre de 2015 en Wayback Machine. | —      | c/JxSí      | 11.1 | c/JxSí | 9.6  | c/CSQP | 1.8    | 13.9   | 5.9    | c/CSQP     | 41.3       | 13.2       | 3.2   | 27.4    |      |      |     |      |
| 7 Sep              | Encuestamos | —      | c/JxSí      | 12.9 | c/JxSí | 9.1  | c/CSQP | 4.0    | 12.5   | 8.4    | c/CSQP     | 33.2       | 19.2       | 0.7   | 14.0    |      |      |     |      |
| 30 Ago–4 Sep       | CIS | —      | c/JxSí      | 12.2 | c/JxSí | 9.4  | c/CSQP | 1.5    | 14.8   | 5.9    | c/CSQP     | 38.1       | 13.9       | 4.2   | 23.3    |      |      |     |      |
| 3 Sep              | JM&A | —      | c/JxSí      | 10.1 | c/JxSí | 8.5  | c/CSQP | 2.3    | 15.6   | 9.0    | c/CSQP     | 39.8       | 11.2       | 3.5   | 24.2    |      |      |     |      |
| 1–3 Sep            | GAPS | —      | c/JxSí      | 9.5  | c/JxSí | 12.3 | c/CSQP |        | 12.6   | 7.5    | c/CSQP     | 43.5       | 11.5       | 3.1   | 30.9    |      |      |     |      |
| 31 Ago–3 Sep       | Sigma-2 | —      | c/JxSí      | 11.1 | c/JxSí | 9.8  | c/CSQP | 3.8    | 12.7   | 6.7    | c/CSQP     | 39.4       | 12.4       | 4.1   | 26.7    |      |      |     |      |
| 31 Ago–2 Sep       | GESOP | —      | c/JxSí      | 10.3 | c/JxSí | 7.9  | c/CSQP | 2.4    | 19.9   | 6.0    | c/CSQP     | 38.8       | 12.4       | 2.3   | 18.9    |      |      |     |      |
| 17–22 Ago          | NC-Report | —      | c/JxSí      | 11.7 | c/JxSí | 9.3  | c/CSQP | 4.4    | 17.9   | 4.7    | c/CSQP     | 36.3       | 12.3       | 3.4   | 18.4    |      |      |     |      |
| 16–23 Jul          | NC-Report | —      | c/JxSí      | 12.0 | c/JxSí | 8.2  | c/CSQP | 4.6    | 19.1   | 4.2    | c/CSQP     | 35.8       | 12.8       | 3.3   | 16.7    |      |      |     |      |
| 21 Jul             | JM&A | —      | c/JxSí      | 7.6  | c/JxSí | 6.7  | c/CSQP | 3.6    | 15.7   | 7.2    | c/CSQP     | 39.2       | 17.0       | 3.0   | 22.2    |      |      |     |      |
| 6–9 Jul            | Feedback | —      | c/JxSí      | 7.5  | c/JxSí | 6.6  | c/CSQP | 3.3    | 17.0   | c/JxSí | c/CSQP     | 46.7       | 17.5       | 1.4   | 29.2    |      |      |     |      |
| 6–9 Jul            | Feedback | —      | 22.0        | 9.6  | 15.0   | 7.3  | c/CSQP | 4.2    | 16.0   | 7.0    | c/CSQP     | —          | 16.5       | 2.4   | 5.5     |      |      |     |      |
| 1–3 Jul            | GAPS | —      | c/JxSí      | 11.0 | c/JxSí | 7.0  | c/CSQP | 3.0    | 12.0   | c/JxSí | c/CSQP     | 49.0       | 18.0       | 1.0   | 31.0    |      |      |     |      |
| 1–3 Jul            | GAPS | —      | c/JxSí      | 9.0  | c/JxSí | 9.0  | c/CSQP | 4.0    | 16.0   | 8.0    | c/CSQP     | 32.0       | 20.0       | 2.0   | 12.0    |      |      |     |      |
| 1–3 Jul            | GAPS | —      | 19.0        | 12.0 | 15.0   | 6.0  | c/CSQP | 3.0    | 17.0   | 10.0   | c/CSQP     | —          | 17.0       | 1.0   | 2.0     |      |      |     |      |
| 17–21 Jun          | GESOP | —      | 22.4        | 7.0  | 12.9   | 6.0  | c/CSQP | 4.6    | 14.9   | 8.2    | c/CSQP     | —          | 22.4       | 1.6   | 0.0     |      |      |     |      |
| 17–21 Jun          | GESOP | —      | 23.1        | 7.8  | 13.8   | 5.9  | 4.2    | 4.7    | 15.1   | 9.4    | 13.8       | —          | No existía | 2.2   | 8.0     |      |      |     |      |
| 17–21 Jun          | GESOP | 22.7   | c/CiU       | 8.0  | 16.0   | 6.9  | 4.5    | c/CiU  | 16.2   | 9.8    | 13.8       | —          | No existía | 2.1   | 6.5     |      |      |     |      |
| 27–29 Abr          | Feedback | 22.6   | c/CiU       | 9.9  | 16.6   | 6.6  | 6.6    | c/CiU  | 19.1   | 7.9    | 6.3        | —          | No existía | 4.4   | 3.5     |      |      |     |      |
| 9 Feb–2 Mar        | CEO | 19.5   | c/CiU       | 8.2  | 18.9   | 10.2 | 5.8    | c/CiU  | 12.4   | 7.3    | 12.2       | —          | No existía | 5.5   | 0.6     |      |      |     |      |
| 20–26 Feb          | GESOP | 20.1   | c/CiU       | 7.9  | 17.3   | 9.8  | 6.9    | c/CiU  | 17.8   | 7.1    | 9.8        | —          | No existía | 3.3   | 2.3     |      |      |     |      |
| 15–17 Ene          | NC-Report | 21.5   | c/CiU       | 10.7 | 21.7   | 9.9  | 5.8    | c/CiU  | 12.9   | 3.5    | 11.4       | —          | No existía | 2.6   | 0.2     |      |      |     |      |
| 2015               | |        |             |      |        |      |        |        |        |        |            |            |            |       |         |      |      |     |      |
| 9–13 Dic           | CEO | 21.9   | c/CiU       | 10.3 | 21.0   | 8.8  | 6.6    | c/CiU  | 11.3   | 5.5    | 8.2        | —          | No existía | 6.4   | 0.9     |      |      |     |      |
| 1–4 Dic            | Feedback | —      | c/JxSí      | 11.1 | c/JxSí | 8.8  | 6.2    | c/JxSí | 14.3   | 5.9    | 11.2       | 41.7       | No existía | 0.8   | 27.4    |      |      |     |      |
| 1–4 Dic            | Feedback | 26.7   | c/CiU       | 9.3  | 18.8   | 7.2  | 4.9    | c/CiU  | 13.7   | 6.5    | 11.3       | —          | No existía | 1.6   | 7.9     |      |      |     |      |
| 17–19 Nov          | Sigma-2 | 23.8   | c/CiU       | 10.2 | 22.1   | 7.4  | 4.5    | c/CiU  | 9.7    | 3.8    | 14.3       | —          | No existía | 4.2   | 1.7     |      |      |     |      |
| 14–17 Nov          | GESOP | —      | c/JxSí      | 10.2 | c/JxSí | 7.2  | 8.0    | 2.4    | 11.8   | 6.1    | 15.5       | 35.2       | No existía | 3.6   | 19.7    |      |      |     |      |
| 14–17 Nov          | GESOP | 20.8   | c/CiU       | 8.2  | 19.9   | 7.8  | 8.2    | c/CiU  | 13.5   | 5.2    | 13.8       | No existía | No existía | 2.6   | 0.9     |      |      |     |      |
| 13–15 Nov          | NC-Report | 22.8   | c/CiU       | 10.8 | 21.0   | 10.0 | 6.0    | c/CiU  | 12.0   | 3.7    | 10.9       | No existía | No existía | 2.8   | 1.8     |      |      |     |      |
| 7 Nov              | JM&A | 21.3   | c/CiU       | 10.9 | 20.1   | 8.6  | 6.5    | c/CiU  | 6.5    | 6.1    | 9.8        | No existía | No existía | 10.2  | 1.2     |      |      |     |      |
| 29 Sep–23 Oct      | CEO | 19.4   | c/CiU       | 11.2 | 23.2   | 8.6  | 7.2    | c/CiU  | 7.0    | 6.5    | 8.5        | No existía | No existía | 8.4   | 3.8     |      |      |     |      |
| 14–18 Oct          | NC-Report | 17.5   | c/CiU       | 11.8 | 23.0   | 10.9 | 6.9    | c/CiU  | 13.0   | 4.2    | 9.2        | No existía | No existía | 3.5   | 5.5     |      |      |     |      |
| 1–6 Sep            | NC-Report | 18.1   | c/CiU       | 11.8 | 23.0   | 10.7 | 7.0    | c/CiU  | 13.0   | 4.6    | 8.1        | No existía | No existía | 3.7   | 4.9     |      |      |     |      |
| 26–29 Ago          | Sigma-2 | 19.1   | c/CiU       | 13.8 | 23.2   | 9.5  | 5.6    | c/CiU  | 7.5    | 3.6    | 12.4       | No existía | No existía | 5.3   | 4.1     |      |      |     |      |
| 22–26 Jul          | NC-Report | —      | 13.3        | 11.9 | 22.8   | 10.8 | 7.5    | 5.9    | 12.7   | 4.9    | 6.9        | No existía | No existía | 3.3   | 9.5     |      |      |     |      |
| 22–26 Jul          | NC-Report | 19.2   | c/CiU       | 11.9 | 22.8   | 10.8 | 7.5    | c/CiU  | 12.7   | 4.9    | 6.9        | No existía | No existía | 3.3   | 3.6     |      |      |     |      |
| 16–18 Jun          | GESOP | —      | 17.5        | 7.7  | 23.4   | 6.9  | 8.7    | 5.1    | 11.7   | 4.5    | 8.0        | No existía | No existía | 6.4   | 5.9     |      |      |     |      |
| 16–18 Jun          | GESOP | 18.5   | c/CiU       | 8.9  | 23.9   | 9.5  | 8.6    | c/CiU  | 12.2   | 4.7    | 8.5        | No existía | No existía | 5.2   | 5.4     |      |      |     |      |
| 25 de mayo de 2014 | Elecciones europeas | 21.8   | c/CiU       | 14.3 | 23.7   | 9.8  | 10.3   | c/CiU  | 6.3    | —      | 4.7        | No existía | No existía | 9.1   | 1.9     |      |      |     |      |
| 30 Abr–8 May       | Feedback | 23.9   | c/CiU       | 12.7 | 22.5   | 12.4 | 9.8    | c/CiU  | 11.5   | 5.2    |            | No existía | No existía | 2.0   | 1.4     |      |      |     |      |
| 24 Mar–15 Abr      | CEO | 22.0   | c/CiU       | 11.4 | 21.8   | 9.2  | 11.7   | c/CiU  | 11.6   | 6.6    |            | No existía | No existía | 5.7   | 0.2     |      |      |     |      |
| 7–12 Abr           | NC-Report | 21.9   | c/CiU       | 12.8 | 22.3   | 11.2 | 9.5    | c/CiU  | 12.6   | 5.3    |            | No existía | No existía | 4.4   | 0.4     |      |      |     |      |
| 15 Mar             | Ara | 22.3   | c/CiU       | 11.0 | 23.0   | 9.2  | 10.7   | c/CiU  | 13.1   | 4.9    |            | No existía | No existía | 5.8   | 0.7     |      |      |     |      |
| 26–28 Feb          | GESOP | 22.5   | c/CiU       | 11.0 | 21.7   | 9.0  | 11.5   | c/CiU  | 13.9   | 4.5    |            | No existía | No existía | 5.9   | 0.8     |      |      |     |      |
| 5–10 Feb           | Sondeos R.A | 22.9   | c/CiU       | 11.2 | 23.2   | 10.8 | 9.6    | c/CiU  | 13.1   | 5.5    |            | No existía | No existía | 3.6   | 0.3     |      |      |     |      |
| 20–25 Ene          | NC-Report | 22.8   | c/CiU       | 12.6 | 20.8   | 11.8 | 9.9    | c/CiU  | 10.9   | 5.3    |            | No existía | No existía | 5.9   | 2.0     |      |      |     |      |
| 2014               | |        |             |      |        |      |        |        |        |        |            |            |            |       |         |      |      |     |      |
| 16–19 Dic          | Feedback | 22.5   | c/CiU       | 12.4 | 23.5   | 9.5  | 10.1   | c/CiU  | 14.2   | 4.4    | No existía | No existía | No existía | 3.4   | 1.0     |      |      |     |      |
| 9–14 Dic           | NC-Report | 22.9   | c/CiU       | 12.1 | 21.9   | 11.7 | 9.9    | c/CiU  | 11.1   | 6.0    | No existía | No existía | No existía | 4.4   | 1.0     |      |      |     |      |
| 12–13 Dic          | Sigma-2 | 24.3   | c/CiU       | 12.5 | 20.6   | 11.5 | 8.7    | c/CiU  | 10.2   | 6.0    | No existía | No existía | No existía | 6.2   | 3.7     |      |      |     |      |
| 4–14 Nov           | CEO | 22.2   | c/CiU       | 11.1 | 24.2   | 9.4  | 9.8    | c/CiU  | 12.2   | 5.2    | No existía | No existía | No existía | 5.9   | 2.0     |      |      |     |      |
| 28–30 Oct          | Metroscopia | 19.4   | c/CiU       | 8.4  | 23.2   | 7.5  | 10.5   | c/CiU  | 15.3   | 4.9    | No existía | No existía | No existía | 10.8  | 3.8     |      |      |     |      |
| 16–18 Oct          | GESOP | 20.2   | c/CiU       | 11.1 | 22.8   | 10.1 | 11.5   | c/CiU  | 13.5   | 4.4    | No existía | No existía | No existía | 6.4   | 2.6     |      |      |     |      |
| 30 Sep–4 Oct       | Feedback | 23.9   | c/CiU       | 11.9 | 24.2   | 10.6 | 10.3   | c/CiU  | 9.6    | 5.2    | No existía | No existía | No existía | 4.3   | 0.3     |      |      |     |      |
| 2–7 Sep            | My Word | 20.7   | c/CiU       | 10.5 | 22.1   | 7.0  | 12.1   | c/CiU  | 12.6   | 3.3    | No existía | No existía | No existía | 11.7  | 1.4     |      |      |     |      |
| 31 May–13 Jun      | CEO | 22.8   | c/CiU       | 12.1 | 24.4   | 10.4 | 9.6    | c/CiU  | 9.5    | 4.9    | No existía | No existía | No existía | 6.3   | 1.6     |      |      |     |      |
| 28–31 May          | GESOP | 21.4   | c/CiU       | 12.2 | 24.3   | 10.2 | 12.2   | c/CiU  | 10.0   | 3.5    | No existía | No existía | No existía | 6.2   | 2.9     |      |      |     |      |
| 25 Mar             | NC-Report | 25.8   | c/CiU       | 11.8 | 17.6   | 12.7 | 9.1    | c/CiU  | 10.7   | 5.7    | No existía | No existía | No existía | 6.6   | 8.2     |      |      |     |      |
| 4–14 Feb           | CEO | 24.8   | c/CiU       | 15.3 | 18.2   | 11.9 | 10.1   | c/CiU  | 9.1    | 4.5    | No existía | No existía | No existía | 6.1   | 6.6     |      |      |     |      |
| 14–16 Ene          | GESOP | 25.2   | c/CiU       | 13.4 | 16.9   | 11.5 | 10.0   | c/CiU  | 9.8    | 5.2    | No existía | No existía | No existía | 8.0   | 8.3     |      |      |     |      |
| 2013               | |        |             |      |        |      |        |        |        |        |            |            |            |       |         |      |      |     |      |
| 27 Dic             | NC-Report | 29.1   | c/CiU       | 14.5 | 14.6   | 13.3 | 9.7    | c/CiU  | 7.8    | 3.6    |            |            |            | 7.4   | 14.5    |      |      |     |      |
| 25 Nov 2012        | Elección anterior Archivado el 16 de julio de 2015 en Wayback Machine. | 30.7   | (22.7)      | 14.4 | 13.7   | 13.0 | 9.9    | (8.0)  | 7.6    | 3.5    | 7.2        | 16.3       |            |       |         |      |      |     |      |

### Escaños
| Fecha         | Encuestadora/Fuente | CiU    | CDC         | PSC   | ERC    | PPC   | ICV    | UDC    | Cs     | CUP    |            | JxSí       | CSQP       | Otros |       |       |   |
| ------------- | --- | ------ | ----------- | ----- | ------ | ----- | ------ | ------ | ------ | ------ | ---------- | ---------- | ---------- | ----- | ----- | ----- | - |
| Fecha         | Encuestadora/Fuente | 26 Sep | Directe.cat | —     | c/JxSí | 14−16 | c/JxSí | 10−11  | c/CSQP | 0      | 17−19      | 10−12      | c/CSQP     | Otros | 67−71 | 13−15 | 0 |
| 25 Sep        | Metroscopia | —      | c/JxSí      | 15−17 | c/JxSí | 8−9   | c/CSQP | 0      | 23−25  | 10−11  | c/CSQP     | 64−65      | 11−12      | 0     |       |       |   |
| 23–25 Sep     | Opinòmetre | —      | c/JxSí      | 16−18 | c/JxSí | 8−10  | c/CSQP | 5−6    | 20−21  | 6−8    | c/CSQP     | 62−64      | 12−14      | 0     |       |       |   |
| 21 Sep        | TD Archivado el 25 de septiembre de 2015 en Wayback Machine. | —      | c/JxSí      | 14−15 | c/JxSí | 13    | c/CSQP | 0−3    | 18−20  | 9      | c/CSQP     | 62−64      | 15         | 0     |       |       |   |
| 19 Sep        | http://vozpopuli.com/actualidad/68475-duran-a-la-cupula-de-unio-por-que-tenemos-nosotros-que-dar-la-cara-por-faine Archivado el 20 de septiembre de 2015 en Wayback Machine. | —      | c/JxSí      | 17−19 | c/JxSí | 12−13 | c/CSQP | 0−2    | 17−19  | 10−12  | c/CSQP     | 54−57      | 18−21      | 0     |       |       |   |
| 11–19 Sep     | NC-Report | —      | c/JxSí      | 16    | c/JxSí | 13    | c/CSQP | 3      | 20     | 8      | c/CSQP     | 59         | 16         | 0     |       |       |   |
| 18 Sep        | JM&A | —      | c/JxSí      | 14    | c/JxSí | 13    | c/CSQP | 0      | 20     | 9      | c/CSQP     | 64         | 15         | 0     |       |       |   |
| 14–18 Sep     | Celeste-Tel | —      | c/JxSí      | 15−18 | c/JxSí | 11−13 | c/CSQP | 2−3    | 20−21  | 7−9    | c/CSQP     | 59−62      | 16−17      | 0     |       |       |   |
| 14–18 Sep     | GAD3 | —      | c/JxSí      | 14−16 | c/JxSí | 12−13 | c/CSQP | 0−2    | 18−20  | 7−9    | c/CSQP     | 65−67      | 12−13      | 0     |       |       |   |
| 10–18 Sep     | NC-Report | —      | c/JxSí      | 15−16 | c/JxSí | 13−14 | c/CSQP | 3−5    | 20−22  | 7−8    | c/CSQP     | 59−60      | 15−16      | 0     |       |       |   |
| 16–17 Sep     | Sigma-2 | —      | c/JxSí      | 13−14 | c/JxSí | 12−13 | c/CSQP | 0−2    | 19−20  | 9      | c/CSQP     | 65−66      | 14         | 0     |       |       |   |
| 14–17 Sep     | Feedback | —      | c/JxSí      | 12−14 | c/JxSí | 12−13 | c/CSQP | 3      | 20−21  | 8      | c/CSQP     | 63−65      | 13−15      | 0     |       |       |   |
| 10–17 Sep     | My Word | —      | c/JxSí      | 14−16 | c/JxSí | 10    | c/CSQP | 0      | 21−22  | 9−12   | c/CSQP     | 61−65      | 15−17      | 0     |       |       |   |
| 9–17 Sep      | NC-Report | —      | c/JxSí      | 15−16 | c/JxSí | 12−13 | c/CSQP | 4−5    | 21−22  | 6−7    | c/CSQP     | 59−60      | 15−16      | 0     |       |       |   |
| 14–16 Sep     | Metroscopia | —      | c/JxSí      | 14    | c/JxSí | 10    | c/CSQP | 0−2    | 19     | 10−11  | c/CSQP     | 66−67      | 14         | 0     |       |       |   |
| 14–16 Sep     | DYM | —      | c/JxSí      | 10−11 | c/JxSí | 16    | c/CSQP | 0      | 21−23  | 10−11  | c/CSQP     | 63−65      | 12         | 0     |       |       |   |
| 14–16 Sep     | Opinòmetre Archivado el 27 de septiembre de 2015 en Wayback Machine. | —      | c/JxSí      | 15−17 | c/JxSí | 14−16 | c/CSQP | 5−6    | 18−20  | 6−8    | c/CSQP     | 60−62      | 17−19      | 0     |       |       |   |
| 8–16 Sep      | NC-Report | —      | c/JxSí      | 15−16 | c/JxSí | 12−13 | c/CSQP | 4−5    | 22−23  | 5−6    | c/CSQP     | 59−60      | 16         | 0     |       |       |   |
| 14–15 Sep     | Sigma-2 | —      | c/JxSí      | 12    | c/JxSí | 11−13 | c/CSQP | 0      | 20     | 10     | c/CSQP     | 65−66      | 15−17      | 0     |       |       |   |
| 7–15 Sep      | NC-Report | —      | c/JxSí      | 15    | c/JxSí | 12    | c/CSQP | 5      | 23     | 5      | c/CSQP     | 59         | 16         | 0     |       |       |   |
| 14 Sep        | Invymark Archivado el 22 de abril de 2016 en Wayback Machine. | —      | c/JxSí      | 14    | c/JxSí | 12    | c/CSQP | 0      | 20     | 8      | c/CSQP     | 64         | 17         | 0     |       |       |   |
| 12 Sep        | JxSí | —      | c/JxSí      | 13−15 | c/JxSí | 13−15 | c/CSQP | 0      | 17−18  | 8−9    | c/CSQP     | 64−66      | 17−19      | 0     |       |       |   |
| 12 Sep        | JM&A | —      | c/JxSí      | 14    | c/JxSí | 13    | c/CSQP | 0      | 21     | 12     | c/CSQP     | 60         | 15         | 0     |       |       |   |
| 8 Sep         | El Periódico | —      | c/JxSí      | 11−13 | c/JxSí | 11−13 | c/CSQP | 0      | 19−21  | 5−6    | c/CSQP     | 65−68      | 18−20      | 0     |       |       |   |
| 3–8 Sep       | Sondaxe | —      | c/JxSí      | 16    | c/JxSí | 16    | c/CSQP | 0      | 16     | 8      | c/CSQP     | 65         | 14         | 0     |       |       |   |
| 1–8 Sep       | IBES | —      | c/JxSí      | 15−16 | c/JxSí | 12−13 | c/CSQP | 0−2    | 18−19  | 9−10   | c/CSQP     | 64−65      | 13−14      | 0     |       |       |   |
| 7 Sep         | Invymark Archivado el 14 de septiembre de 2015 en Wayback Machine. | —      | c/JxSí      | 15    | c/JxSí | 13    | c/CSQP | 0      | 19     | 8      | c/CSQP     | 63         | 17         | 0     |       |       |   |
| 30 Ago–4 Sep  | CIS | —      | c/JxSí      | 16−17 | c/JxSí | 12−13 | c/CSQP | 0      | 19−20  | 8      | c/CSQP     | 60−61      | 18−19      | 0     |       |       |   |
| 3 Sep         | JM&A | —      | c/JxSí      | 13    | c/JxSí | 11−12 | c/CSQP | 0−2    | 20−21  | 13     | c/CSQP     | 60         | 16         | 0     |       |       |   |
| 1–3 Sep       | GAPS | —      | c/JxSí      | 12−13 | c/JxSí | 14−17 | c/CSQP | 0      | 15−18  | 8−10   | c/CSQP     | 65−70      | 12−16      | 0     |       |       |   |
| 31 Ago–3 Sep  | Sigma-2 | —      | c/JxSí      | 14−15 | c/JxSí | 13    | c/CSQP | 3      | 16−17  | 8−9    | c/CSQP     | 62−65      | 15−17      | 0     |       |       |   |
| 31 Ago–2 Sep  | GESOP | —      | c/JxSí      | 13−14 | c/JxSí | 10−11 | c/CSQP | 0−2    | 25−27  | 7−8    | c/CSQP     | 60−62      | 15−17      | 0     |       |       |   |
| 28 Ago        | ERC Archivado el 6 de septiembre de 2015 en Wayback Machine. | —      | c/JxSí      | 15−16 | c/JxSí | 8−9   | c/CSQP | 11−13  | 16     | 11−12  | c/CSQP     | 48−51      | 21−23      | 0     |       |       |   |
| 27 Ago        | JM&A | —      | c/JxSí      | 15    | c/JxSí | 11    | c/CSQP | 6      | 23     | 7      | c/CSQP     | 55         | 18         | 0     |       |       |   |
| 17–22 Ago     | NC-Report | —      | c/JxSí      | 16    | c/JxSí | 12    | c/CSQP | 5      | 25     | 4      | c/CSQP     | 57         | 16         | 0     |       |       |   |
| 27 Jul        | PP Archivado el 7 de septiembre de 2015 en Wayback Machine. | —      | c/JxSí      | 14−16 | c/JxSí | 5−7   | c/CSQP | 7−10   | 20     | 12     | c/CSQP     | 50         | 22         | 0     |       |       |   |
| 16–23 Jul     | NC-Report | —      | c/JxSí      | 18    | c/JxSí | 10    | c/CSQP | 5      | 27     | 3      | c/CSQP     | 56         | 16         | 0     |       |       |   |
| 21 Jul        | JM&A | —      | c/JxSí      | 10    | c/JxSí | 9     | c/CSQP | 3      | 21     | 10     | c/CSQP     | 59         | 23         | 0     |       |       |   |
| 6–9 Jul       | Feedback | —      | c/JxSí      | 9−10  | c/JxSí | 7−9   | c/CSQP | 2−3    | 21−23  | c/JxSí | c/CSQP     | 68−72      | 22−23      | 0     |       |       |   |
| 6–9 Jul       | Feedback | —      | 32−34       | 13    | 22     | 9−10  | c/CSQP | 3−6    | 22     | 9−10   | c/CSQP     | —          | 20−22      | 0     |       |       |   |
| 4 Jul         | JM&A | —      | 33          | 10    | 25     | 9     | c/CSQP | 6      | 20     | 9      | c/CSQP     | —          | 23         | 0     |       |       |   |
| 1–3 Jul       | GAPS | —      | c/JxSí      | 13    | c/JxSí | 8     | c/CSQP | 2      | 14     | c/JxSí | c/CSQP     | 75         | 23         | 0     |       |       |   |
| 1–3 Jul       | GAPS | —      | c/JxSí      | 12    | c/JxSí | 12    | c/CSQP | 3      | 20     | 10     | c/CSQP     | 52         | 26         | 0     |       |       |   |
| 1–3 Jul       | GAPS | —      | 30          | 15    | 25     | 8     | c/CSQP | 2      | 21     | 12     | c/CSQP     | —          | 22         | 0     |       |       |   |
| 17–21 Jun     | GESOP | —      | 33−35       | 8−9   | 19−20  | 6−7   | c/CSQP | 6−7    | 19−20  | 11−12  | c/CSQP     | —          | 30−31      | 0     |       |       |   |
| 17–21 Jun     | GESOP | —      | 34−36       | 10−11 | 20−21  | 6−7   | 4−5    | 6−7    | 19−20  | 12−13  | 18−19      | —          | No existía | 0     |       |       |   |
| 17–21 Jun     | GESOP | 34−35  | c/CiU       | 10−11 | 24−25  | 8−9   | 4−5    | c/CiU  | 20−21  | 12−13  | 19−20      | —          | No existía | 0     |       |       |   |
| 27–29 Abr     | Feedback | 35−36  | c/CiU       | 12−13 | 26−27  | 9     | 8      | c/CiU  | 26     | 10−11  | 6−8        | —          | No existía | 0     |       |       |   |
| 9 Feb–2 Mar   | CEO | 31−32  | c/CiU       | 11−12 | 30−31  | 13−14 | 6−8    | c/CiU  | 16−17  | 10−11  | 16−17      | —          | No existía | 0     |       |       |   |
| 20–26 Feb     | GESOP | 31−32  | c/CiU       | 10−11 | 27−28  | 12−13 | 8−9    | c/CiU  | 23−24  | 9−10   | 11−12      | —          | No existía | 0     |       |       |   |
| 26 Ene        | CiU | 43     | c/CiU       | 10    | 30     | 10    | 6      | c/CiU  | 16−17  | 7−8    | 10−11      | —          | No existía | 0     |       |       |   |
| 15–17 Ene     | NC-Report | 34     | c/CiU       | 15    | 33     | 13    | 7      | c/CiU  | 16     | 3      | 14         | —          | No existía | 0     |       |       |   |
| 2015          | |        |             |       |        |       |        |        |        |        |            |            |            |       |       |       |   |
| 4–14 Dic      | Tàstic | 31−33  | c/CiU       | 11−12 | 36−38  | 5     | 4−5    | c/CiU  | 13−14  | 7−8    | 24−25      | —          | No existía | 0     |       |       |   |
| 9–13 Dic      | CEO | 34−36  | c/CiU       | 13−14 | 34−35  | 11−12 | 7−8    | c/CiU  | 14−16  | 7−8    | 9−11       | —          | No existía | 0     |       |       |   |
| 1–4 Dic       | Feedback | —      | c/JxSí      | 13    | c/JxSí | 11    | 7      | c/JxSí | 19     | 6      | 15         | 64         | No existía | 0     |       |       |   |
| 1–4 Dic       | Feedback | 40     | c/CiU       | 12    | 27     | 9     | 6      | c/CiU  | 19     | 8      | 14         | —          | No existía | 0     |       |       |   |
| 17–19 Nov     | Sigma-2 | 36     | c/CiU       | 14    | 34     | 9     | 4      | c/CiU  | 14     | 4      | 20         | —          | No existía | 0     |       |       |   |
| 14–17 Nov     | GESOP | —      | c/JxSí      | 13−14 | c/JxSí | 9−10  | 9−11   | 0      | 15−16  | 8      | 20−21      | 58−60      | No existía | 0     |       |       |   |
| 14–17 Nov     | GESOP | 32−34  | c/CiU       | 10−11 | 31−33  | 10−11 | 10−11  | c/CiU  | 16−17  | 6      | 16−17      | No existía | No existía | 0     |       |       |   |
| 13–15 Nov     | NC-Report | 34     | c/CiU       | 16    | 32     | 13    | 7      | c/CiU  | 15     | 4      | 14         | No existía | No existía | 0     |       |       |   |
| 7 Nov         | JM&A | 34     | c/CiU       | 15    | 33     | 12    | 9      | c/CiU  | 8      | 8      | 16         | No existía | No existía | 0     |       |       |   |
| 29 Sep–23 Oct | CEO | 32−33  | c/CiU       | 14−16 | 38−39  | 11−13 | 8−9    | c/CiU  | 8−9    | 8−9    | 10−11      | No existía | No existía | 0     |       |       |   |
| 14–18 Oct     | NC-Report | 26−28  | c/CiU       | 15−17 | 33−34  | 14−17 | 7−8    | c/CiU  | 16−18  | 5      | 12         | No existía | No existía | 0     |       |       |   |
| 1–6 Sep       | NC-Report | 27−30  | c/CiU       | 16−17 | 33−37  | 13−16 | 9      | c/CiU  | 16−17  | 5−6    | 9−11       | No existía | No existía | 0     |       |       |   |
| 26–29 Ago     | Sigma-2 | 30     | c/CiU       | 20    | 35     | 13    | 8      | c/CiU  | 9      | 3      | 17         | No existía | No existía | 0     |       |       |   |
| 22–26 Jul     | NC-Report | 29−31  | c/CiU       | 16−18 | 33−35  | 13−16 | 9      | c/CiU  | 16     | 6      | 8          | No existía | No existía | 0     |       |       |   |
| 16–18 Jun     | GESOP | —      | 27−29       | 10    | 39−40  | 8−9   | 11−12  | 6−7    | 16     | 6      | 9−10       | No existía | No existía | 0     |       |       |   |
| 16–18 Jun     | GESOP | 29−30  | c/CiU       | 11−12 | 39     | 13    | 10−11  | c/CiU  | 16−17  | 6      | 9−10       | No existía | No existía | 0     |       |       |   |
| 25 May 2014   | Elección europea | (36)   | c/CiU       | (20)  | (40)   | (12)  | (15)   | c/CiU  | (7)    | —      | (5)        | No existía | No existía | (0)   |       |       |   |
| 30 Abr–8 May  | Feedback | 37     | c/CiU       | 16    | 34     | 16    | 11     | c/CiU  | 15     | 6      | 0          | No existía | No existía | 0     |       |       |   |
| 24 Mar–15 Abr | CEO | 35−36  | c/CiU       | 14−15 | 34−35  | 12−13 | 14−15  | c/CiU  | 14−15  | 7−9    | 0          | No existía | No existía | 0     |       |       |   |
| 7–12 Abr      | NC-Report | 33−35  | c/CiU       | 18    | 33−34  | 15−16 | 12     | c/CiU  | 16−17  | 6      | 0          | No existía | No existía | 0     |       |       |   |
| 26–28 Feb     | GESOP | 35−36  | c/CiU       | 14−15 | 34−35  | 12−13 | 14−15  | c/CiU  | 17−18  | 6      | 0          | No existía | No existía | 0     |       |       |   |
| 5–10 Feb      | Sondeos R.A | 34−36  | c/CiU       | 13−15 | 36−38  | 13−15 | 12−14  | c/CiU  | 16−18  | 6−7    | 0          | No existía | No existía | 0     |       |       |   |
| 20–25 Ene     | NC-Report | 33−34  | c/CiU       | 17−18 | 31     | 16    | 14     | c/CiU  | 16     | 7      | 0          | No existía | No existía | 0     |       |       |   |
| 2014          | |        |             |       |        |       |        |        |        |        |            |            |            |       |       |       |   |
| 16–19 Dic     | Feedback | 34−36  | c/CiU       | 16    | 35−37  | 13    | 12−13  | c/CiU  | 18     | 5−6    | No existía | No existía | No existía | 0     |       |       |   |
| 9–14 Dic      | NC-Report | 35−36  | c/CiU       | 16−17 | 32−33  | 14−16 | 13     | c/CiU  | 15     | 7      | No existía | No existía | No existía | 0     |       |       |   |
| 12–13 Dic     | Sigma-2 | 38−39  | c/CiU       | 16    | 32−34  | 15−16 | 11     | c/CiU  | 12−14  | 7−9    | No existía | No existía | No existía | 0     |       |       |   |
| 4–14 Nov      | CEO | 34−36  | c/CiU       | 14−16 | 37−39  | 13−14 | 12−14  | c/CiU  | 15−17  | 6−7    | No existía | No existía | No existía | 0     |       |       |   |
| 28–30 Oct     | Metroscopia | 32     | c/CiU       | 13    | 37     | 12    | 14     | c/CiU  | 21     | 6      | No existía | No existía | No existía | 0     |       |       |   |
| 16–18 Oct     | GESOP | 31−32  | c/CiU       | 14−16 | 36−38  | 13−14 | 14−15  | c/CiU  | 16−18  | 5−6    | No existía | No existía | No existía | 0     |       |       |   |
| 30 Sep–4 Oct  | Feedback | 36−37  | c/CiU       | 15−16 | 36−37  | 14−16 | 12−13  | c/CiU  | 12−13  | 6      | No existía | No existía | No existía | 0     |       |       |   |
| 31 May–13 Jun | CEO | 35−37  | c/CiU       | 16    | 38−39  | 13−14 | 13−14  | c/CiU  | 12     | 6      | No existía | No existía | No existía | 0     |       |       |   |
| 28–31 May     | GESOP | 34−35  | c/CiU       | 16−17 | 39−40  | 13−14 | 15−16  | c/CiU  | 12−13  | 3      | No existía | No existía | No existía | 0     |       |       |   |
| 25 Mar        | NC-Report | 39−42  | c/CiU       | 15−16 | 27−28  | 18−19 | 12     | c/CiU  | 14−15  | 7      | No existía | No existía | No existía | 0     |       |       |   |
| 4–14 Feb      | CEO | 40−42  | c/CiU       | 19−20 | 27−28  | 16−17 | 12−13  | c/CiU  | 11−12  | 4−6    | No existía | No existía | No existía | 0     |       |       |   |
| 14–16 Ene     | GESOP | 40−42  | c/CiU       | 18−19 | 27−28  | 16−17 | 12−13  | c/CiU  | 12−13  | 6−7    | No existía | No existía | No existía | 0     |       |       |   |
| 2013          | |        |             |       |        |       |        |        |        |        |            |            |            |       |       |       |   |
| 27 Dic        | NC-Report | 48     | c/CiU       | 20    | 23     | 19    | 13     | c/CiU  | 9      | 3      |            |            |            | 0     |       |       |   |
| 25 Nov 2012   | Elección anterior Archivado el 16 de julio de 2015 en Wayback Machine. | 50     | (37)        | 20    | 21     | 19    | 13     | (13)   | 9      | 3      | 0          |            |            |       |       |       |   |

## Jornada electoral

### Participación
A lo largo de la jornada se dieron a conocer los datos de participación en las elecciones en dos ocasiones, así como la participación final.
|  | 35,11 % |

|  | 29,43 % |

|  | 63,19 % |

|  | 56,30 % |

|  | 74,95 % |

|  | 67,76 % |

### Sondeos publicados el día de las elecciones
El día de las elecciones, tras el cierre de las urnas, a las 20:00 horas, TNS publicó en TV3 una encuesta a pie de urna.
Por su parte, GAD3 publicó en COPE los resultados de las 3.000 encuestas telefónicas realizadas entre el 14 y el 25 de septiembre.
Los resultados de ambos sondeos fueron:

Resultados por municipios

| Instituto  | Medio de publicación | Fecha      | Hora  | Tipo                 | -          |       |       |       |       |       |       |      | Otros | Blanco |
| TNS        | TV3                  | 27/09/2015 | 20:00 | Sondeo a pie de urna | Escaños    | 63-66 | 19-21 | 14-16 | 12-14 | 9-11  | 11-13 | 0-3  | -     | -      |
| TNS        | TV3                  | 27/09/2015 | 20:00 | Sondeo a pie de urna | Porcentaje | 40,7% | 15,4% | 12%   | 10,4% | 7,7%  | 9,1%  | 2,9% | 1,8%  | -      |
| GAD3       | COPE                 | 27/09/2015 | 20:00 | 3.000 encuestas      | Escaños    | 62-65 | 18-20 | 16-18 | 11-13 | 10-12 | 9-11  | 2-3  | -     | -      |
| GAD3       | COPE                 | 27/09/2015 | 20:00 | 3.000 encuestas      | Porcentaje | 40%   | 14,5% | 13,5% | 9,5%  | 9%    | 8%    | 3%   | 1,4%  | 1,1%   |
| Resultados | -                    | 27/09/2015 | -     | -                    | Escaños    | 62    | 25    | 16    | 11    | 11    | 10    | 0    | -     | -      |
| Resultados | -                    | 27/09/2015 | -     | -                    | Porcentaje | 39,5% | 17,9% | 12,7% | 8,9%  | 8,5%  | 8,2%  | 2,5% | 1,1%  | 0,5%   |

### Resultados
|  | 39.59 % |

|  | 45.93 % |

|  | 17.90 % |

|  | 18.52 % |

|  | 12.72 % |

|  | 11.85 % |

|  | 8.94 % |

|  | 8.15 % |

|  | 8.49 % |

|  | 8.15 % |

|  | 8.21 % |

|  | 7.41 % |

|  | 2.51 % |

|  | 0 % |

|  | 0.73 % |

|  | 0 % |

|  | 0.35 % |

|  | 0 % |

|  | 0.03 % |

|  | 0 % |

|  | 0.01 % |

|  | 0 % |

|  | 0.53 % |

|  | 100.00 % |

a Con el apoyo de Catalunya Sí, Solidaritat Catalana per la Independència, Els Verds - Alternativa Verda, Estat Català y Reagrupament

b De ellos, 29 de CDC, 20 de ERC, 11 independientes, 1 de Demòcrates y 1 de MES

c Respecto a la suma en 2012 de CDC (37), dentro de CiU, de ERC (21) y de Demócratas de Cataluña (4). Si se compara con la suma de CiU y ERC en 2012, JxSí habría experimentado un retroceso de 9 escaños y 4,9% de votos.

d De ellos, 3 ICV, 4 de Podemos, 2 de Esquerra Unida i Alternativa y 2 independientes

e Respecto a ICV-EUiA en 2012

f Respecto a sus resultados (13) dentro de CiU en 2012, excluyendo los diputados de Demócratas de Cataluña (4)

#### Resultados por circunscripciones
A continuación se muestran los resultados detallados por circunscripción. La circunscripción de Barcelona contabilizó 10 314 votos nulos, Gerona 2050, Lérida 1171, y Tarragona 2417. Con un censo de 4 124 349 electores en la circunscripción de Barcelona, 510 825 en la de Gerona, 313 737 en la de Lérida y 561 926 en la de Tarragona, los porcentajes respectivos de participación fueron 75,03 %, 75,94 %, 73,63 % y 74,19 %. Los porcentajes son referidos al total de votos válidos (votos a candidaturas y votos en blanco):

Mapa de distribución de escaños por circunscripción

|                  | Barcelona | Barcelona | Barcelona | Gerona  | Gerona | Gerona | Lérida  | Lérida | Lérida | Tarragona | Tarragona | Tarragona | Total     | Total  | Total |
| Candidatura      | Votos     | %         | Dip.      | Votos   | %      | Dip.   | Votos   | %      | Dip.   | Votos     | %         | Dip.      | Votos     | %      | Dip.  |
| ---------------- | --------- | --------- | --------- | ------- | ------ | ------ | ------- | ------ | ------ | --------- | --------- | --------- | --------- | ------ | ----- |
| JxSí             | 1 112 922 | 36,09     | 32        | 216 333 | 56,06  | 11     | 126 922 | 55,22  | 10     | 172 537   | 41,63     | 9         | 1 628 714 | 39,59  | 62    |
| Cs               | 581 032   | 18,84     | 17        | 48 346  | 12,53  | 2      | 26 612  | 11,58  | 2      | 80 374    | 19,39     | 4         | 736 364   | 17,90  | 25    |
| PSC-PSOE         | 421 487   | 13,67     | 12        | 33 416  | 8,66   | 1      | 19 364  | 8,43   | 1      | 49 016    | 11,83     | 2         | 523 283   | 12,72  | 16    |
| CatSiqueesPot    | 312 527   | 10,13     | 9         | 18 399  | 4,77   | 1      | 9879    | 4,30   | 0      | 26 808    | 6,47      | 1         | 367 613   | 8,94   | 11    |
| PP               | 272 804   | 8,85      | 8         | 22 660  | 5,87   | 1      | 16 761  | 7,29   | 1      | 36 968    | 8,92      | 1         | 349 193   | 8,49   | 11    |
| CUP              | 255 328   | 8,28      | 7         | 33 117  | 8,58   | 1      | 18 736  | 8,15   | 1      | 30 613    | 7,39      | 1         | 337 794   | 8,21   | 10    |
| UDC              | 75 700    | 2,45      | 0         | 8295    | 2,15   | 0      | 8178    | 3,56   | 0      | 11 120    | 2,68      | 0         | 103 293   | 2,51   | 0     |
| PACMA            | 24 426    | 0,79      | 0         | 1823    | 0,47   | 0      | 1046    | 0,46   | 0      | 2862      | 0,69      | 0         | 30 157    | 0,73   | 0     |
| Recortes Cero-EV | 12 329    | 0,40      | 0         | 759     | 0,20   | 0      | 391     | 0,17   | 0      | 965       | 0,23      | 0         | 14 444    | 0,35   | 0     |
| Guanyem          | n/a       |           | 0         | 320     | 0,08   | 0      | 221     | 0,10   | 0      | 626       | 0,15      | 0         | 1167      | 0,03   | 0     |
| Pirates          | n/a       |           | 0         | 327     | 0,08   | 0      | n/a     |        | 0      | n/a       |           | 0         | n/a       |        | 0     |
| Votos en blanco  | 15 493    | 0,50      | n/a       | 2068    | 0,54   | n/a    | 1723    | 0,75   | n/a    | 2611      | 0,63      | n/a       | 21 895    | 0,53   | n/a   |
| Votos válidos    | 3 084 048 | 100,00    | n/a       | 385 863 | 100,00 | n/a    | 229 833 | 100,00 | n/a    | 414 500   | 100,00    | n/a       | 4 114 244 | 100,00 | n/a   |

#### Diputados electos
| Lista electoral | Lista electoral                        | Barcelona | Gerona | Lérida | Tarragona |
| --------------- | -------------------------------------- | --- | --- | --- | --- |
|                 | Junts pel Sí                           | Ver lista - Raül Romeva i Rueda - Carme Forcadell i Lluís - Muriel Casals i Couturier - Artur Mas i Gavarró - Oriol Junqueras i Vies - Eduardo Reyes Pino - Oriol Amat i Salas - Neus Munté i Fernàndez - Marta Rovira i Vergés - Jordi Turull i Negre - Antoni Comín i Oliveres - Josep Rull i Andreu - Anna Simó i Castelló - Neus Lloveras i Massana - Chakir El Homrani Lesfar - Marta Pascal i Capdevila - Lluís Corominas i Diaz - Oriol Amorós i March - Irene Rigau i Oliver - Germà Gordó i Aubarell - Pere Aragonès i Garcia - Antoni Castellà i Clavé - Alba Vergés i Bosch - Anna Figueras i Ibáñez - David Bonvehí i Torras - Marc Sanglas i Alcantarilla - Montserrat Candini i Puig - Magdalena Casamitjana i Aguilà - Maria Senserrich i Guitart - Joan Ramon Casals i Mata - Gerard Gómez del Moral i Fuster - Jordi Cuminal i Roquet | Ver lista - Lluís Llach Grande - Anna Caula Paretas - Carles Puigdemont Casamajó - Roger Torrent Ramió - Natàlia Figueras Pagès - Dolors Bassa Coll - Lluís Guinó Subirós - Jordi Munell García - Sergi Sabrià Benito - Maria Dolors Rovirola Coromí - Jordi Orobitg i Solé | Ver lista - Josep Maria Forné i Febrer - Carmina Castellví i Vallverdú - Albert Batalla i Siscart - Bernat Solé i Barril - Violant Cervera i Gòdia - Montserrat Fornells i Solé - Marc Solsona i Aixalà - Antoni Balasch i Parisi - David Rodríguez i González - Ramona Barrufet i Santacana | Ver lista - Germà Bel Queralt - Montserrat Palau Vergés - Albert Batet Canadell - Ferran Civit Martí - Montserrat Vilella Cuadrada - Josep Lluís Salvadó Tenesa - Jordi-Miquel Sendra Vellvè - Meritxell Roigé Pedrola - Teresa Vallverdú Albornà |
|                 | Ciudadanos-Partido de la Ciudadanía    | Ver lista - Inés Arrimadas García - Carlos Carrizosa Torres - José María Espejo-Saavedra Conesa - Fernando Tomás de Páramo Gómez - Sonia Sierra Infante - Antonio Espinosa Cerrato - Francisco Javier Hervías Chirosa - Susana Beltrán García - David Mejía Ayra - Marina Bravo Sobrino - Joan García González - Jesús Galiano Gutiérrez - Noemí De la Calle Sifré - Sergio Sanz Jiménez - Carmen de Rivera Pla - Laura Vílchez Sánchez - Elisabeth Valencia Mimbrero | Ver lista - Juan María Castel Sucarrat (Jean) - Alfonso Sánchez Fisac | Ver lista - Jorge Soler González - Javier Rivas Escamilla | Ver lista - Matías Alonso Ruiz - Francisco Javier Domínguez Serrano - Carlos Sánchez Martín - Lorena Roldán Suárez |
|                 | Partido de los Socialistas de Cataluña | Ver lista - Miquel Iceta Llorens - Eva Maria Granados Galiano - Ferran Pedret i Santos - Alícia Romero Llano - Jordi Terrades i Santacreu - Assumpta Escarp Gibert - David Pérez Ibáñez - Esther Niubó Cidoncha - Pol Gibert Horcas - Marta Moreta Rovira - Raúl Moreno Montaña - Eva María Martínez Morales | Ver lista - Rafel Bruguera Batalla | Ver lista - Òscar Ordeig Molist | Ver lista - Carlos Castillo Rosique - Rosa M. Ibarra Ollé |
|                 | Catalunya Sí que es Pot                | Ver lista - Josep Lluís Franco Rabell - Gemma Lienas Massot - Joan Coscubiela Conesa - Àngels Martínez Castells - Albano Dante Fachin Pozzi - Joan Josep Nuet Pujals - Jèssica Albiach Satorres - Joan Giner Miguelez - Marta Ribas Frías | Ver lista - Marc Vidal i Pou | | Ver lista - Gerard Bargalló Boivin |
|                 | Partido Popular                        | Ver lista - Xavier García Albiol - Andrea Levy Soler - Antonio Gallego Burgos - Esperanza García González - Santiago Rodríguez i Serra - Alberto Villagrasa Gil - María José García Cuevas - Juan Milian Querol | Ver lista - Josep Enric Millo i Rocher | Ver lista - Marisa Xandri Pujol | Ver lista - Alejandro Fernández Álvarez |
|                 | Candidatura de Unidad Popular          | Ver lista - Antonio Baños Boncompain - Anna Gabriel Sabaté - Josep Manel Busqueta Franco - María Gabriela Serra Frediani - Albert Botran Pahissa - Eulàlia Reguant Cura - Julià de Jòdar Muñoz | Ver lista - Benet Salellas i Vilar | Ver lista - Ramon Usall Santa | Ver lista - Sergi Saladié Gil |

## Investidura de los nuevos cargos

### Constitución del Parlamento y elección de sus órganos de gobierno
| Órganos políticos de la XI Legislatura                  |                                                         |                                                         |                            |
| Cargo                                                   | Partido                                                 | Partido                                                 | Titular                    |
| Presidenta del Parlamento de Cataluña                   |                                                         | Junts pel Sí                                            | Carme Forcadell            |
| Vicepresidente primero                                  |                                                         | Junts pel Sí                                            | Lluís Corominas            |
| Vicepresidente segundo                                  |                                                         | Ciudadanos-Partido de la Ciudadanía                     | José María Espejo-Saavedra |
| Secretaria primera                                      |                                                         | Junts pel Sí                                            | Anna Simó                  |
| Secretario segundo                                      |                                                         | Partido de los Socialistas de Cataluña                  | David Pérez                |
| Secretario tercero                                      |                                                         | Catalunya Sí que es Pot                                 | Joan Josep Nuet            |
| Secretaria cuarta                                       |                                                         | Junts pel Sí                                            | Ramona Barrufet            |
|                                                         |                                                         |                                                         |                            |
| Portavoz del Grupo Junts pel Sí                         | Portavoz del Grupo Junts pel Sí                         | Portavoz del Grupo Junts pel Sí                         | Marta Rovira               |
| Portavoz del Grupo Ciutadans - Partido de la Ciudadanía | Portavoz del Grupo Ciutadans - Partido de la Ciudadanía | Portavoz del Grupo Ciutadans - Partido de la Ciudadanía | Carlos Carrizosa           |
| Portavoz del Grupo Partit dels Socialistes de Catalunya | Portavoz del Grupo Partit dels Socialistes de Catalunya | Portavoz del Grupo Partit dels Socialistes de Catalunya | Eva Granados               |
| Portavoz del Grupo Catalunya sí que es pot              | Portavoz del Grupo Catalunya sí que es pot              | Portavoz del Grupo Catalunya sí que es pot              | Joan Coscubiela            |
| Portavoz del Grupo Popular                              | Portavoz del Grupo Popular                              | Portavoz del Grupo Popular                              | Enric Millo                |
| Portavoz del Grupo CUP-Candidatura d'Unitat Popular     | Portavoz del Grupo CUP-Candidatura d'Unitat Popular     | Portavoz del Grupo CUP-Candidatura d'Unitat Popular     | Anna Gabriel               |
| Fuente: Parlamento de Cataluña                          |                                                         |                                                         |                            |

### Elección e investidura del presidente de la Generalidad
| Candidato                                                                                                | Fecha                                                        | Voto  |    |    |    |    |    |    | Total  |
| --- | ------------------------------------------------------------ | ----- | -- | -- | -- | -- | -- | -- | ------ |
| Artur Mas i Gavarró (JxSÍ)                                                                               | 10 de noviembre de 2015 Mayoría requerida: absoluta (68/135) | Sí    | 62 |    |    |    |    |    | 62/135 |
| Artur Mas i Gavarró (JxSÍ)                                                                               | 10 de noviembre de 2015 Mayoría requerida: absoluta (68/135) | No    |    | 25 | 16 | 11 | 11 | 10 | 73/135 |
| Artur Mas i Gavarró (JxSÍ)                                                                               | 10 de noviembre de 2015 Mayoría requerida: absoluta (68/135) | Abst. |    |    |    |    |    |    | 0/135  |
| Artur Mas i Gavarró (JxSÍ)                                                                               | 12 de noviembre de 2015 Mayoría requerida: simple            | Sí    | 62 |    |    |    |    |    | 62/135 |
| Artur Mas i Gavarró (JxSÍ)                                                                               | 12 de noviembre de 2015 Mayoría requerida: simple            | No    |    | 25 | 16 | 11 | 11 | 10 | 73/135 |
| Artur Mas i Gavarró (JxSÍ)                                                                               | 12 de noviembre de 2015 Mayoría requerida: simple            | Abst. |    |    |    |    |    |    | 0/135  |
| Carles Puigdemont Casamajó (JxSÍ)                                                                        | 10 de enero de 2016 Mayoría requerida: absoluta (68/135)     | Sí    | 62 |    |    |    |    | 8  | 70/135 |
| Carles Puigdemont Casamajó (JxSÍ)                                                                        | 10 de enero de 2016 Mayoría requerida: absoluta (68/135)     | No    |    | 25 | 16 | 11 | 11 |    | 63/135 |
| Carles Puigdemont Casamajó (JxSÍ)                                                                        | 10 de enero de 2016 Mayoría requerida: absoluta (68/135)     | Abst. |    |    |    |    |    | 2  | 2/135  |
| Fuentes: - El País, primera convocatoria - El País, segunda convocatoria - El País, tercera convocatoria |                                                              |       |    |    |    |    |    |    |        |

### Cuestión de confianza del presidente de la Generalidad
| Candidato                         | Fecha                                              | Voto  |    |    |    |    |    |    | Total  |  |
| --------------------------------- | -------------------------------------------------- | ----- | -- | -- | -- | -- | -- | -- | ------ |  |
| Carles Puigdemont Casamajó (JxSÍ) | 29 de septiembre de 2016 Mayoría requerida: simple | Sí    | 62 |    |    |    |    | 10 | 72/135 |  |
| Carles Puigdemont Casamajó (JxSÍ) | 29 de septiembre de 2016 Mayoría requerida: simple | No    |    | 25 | 16 | 11 | 11 |    | 63/135 |  |
| Carles Puigdemont Casamajó (JxSÍ) | 29 de septiembre de 2016 Mayoría requerida: simple | Abst. |    |    |    |    |    |    | 0/135  |  |
|                                   |                                                    |       |    |    |    |    |    |    |        |  |